# Прист (САУ)
105-мм самохо́дная га́убица M7 (англ. 105mm Howitzer Motor Carriage M7) — самоходная артиллерийская установка (САУ) США периода Второй мировой войны, класса самоходных гаубиц. Широко известна также под её британским названием «Прист» (англ. Priest — «священник»). Создана в 1942 году на шасси среднего танка M3 в рамках программы по механизации артиллерии танковых дивизий. Серийно выпускалась с апреля 1942 по март 1945 года, всего было выпущено 4316 САУ этого типа.
M7 была основной САУ США во Второй мировой войне, являясь стандартной артиллерией танковых дивизий и в меньших масштабах используясь также пехотными частями и корпусной артиллерией. M7 применялась войсками США на всех театрах военных действий, прежде всего на Западноевропейском, где действовало большинство танковых дивизий. Помимо этого, более 1000 из выпущенных САУ было передано Великобритании и Франции по программе ленд-лиза.
В послевоенный период M7 оставалась на вооружении США до середины 1950-х годов и в ограниченных масштабах применялась в Корейской войне. Также в послевоенный период M7 активно поставлялась на экспорт, состояла на вооружении по меньшей мере 15 стран, в некоторых из которых она использовалась вплоть до 1980-х годов и применялась в нескольких вооружённых конфликтах. По данным Международного института стратегических исследований, по состоянию на 2010 год некоторое количество M7 всё ещё остаётся на вооружении в Бразилии.

## История создания

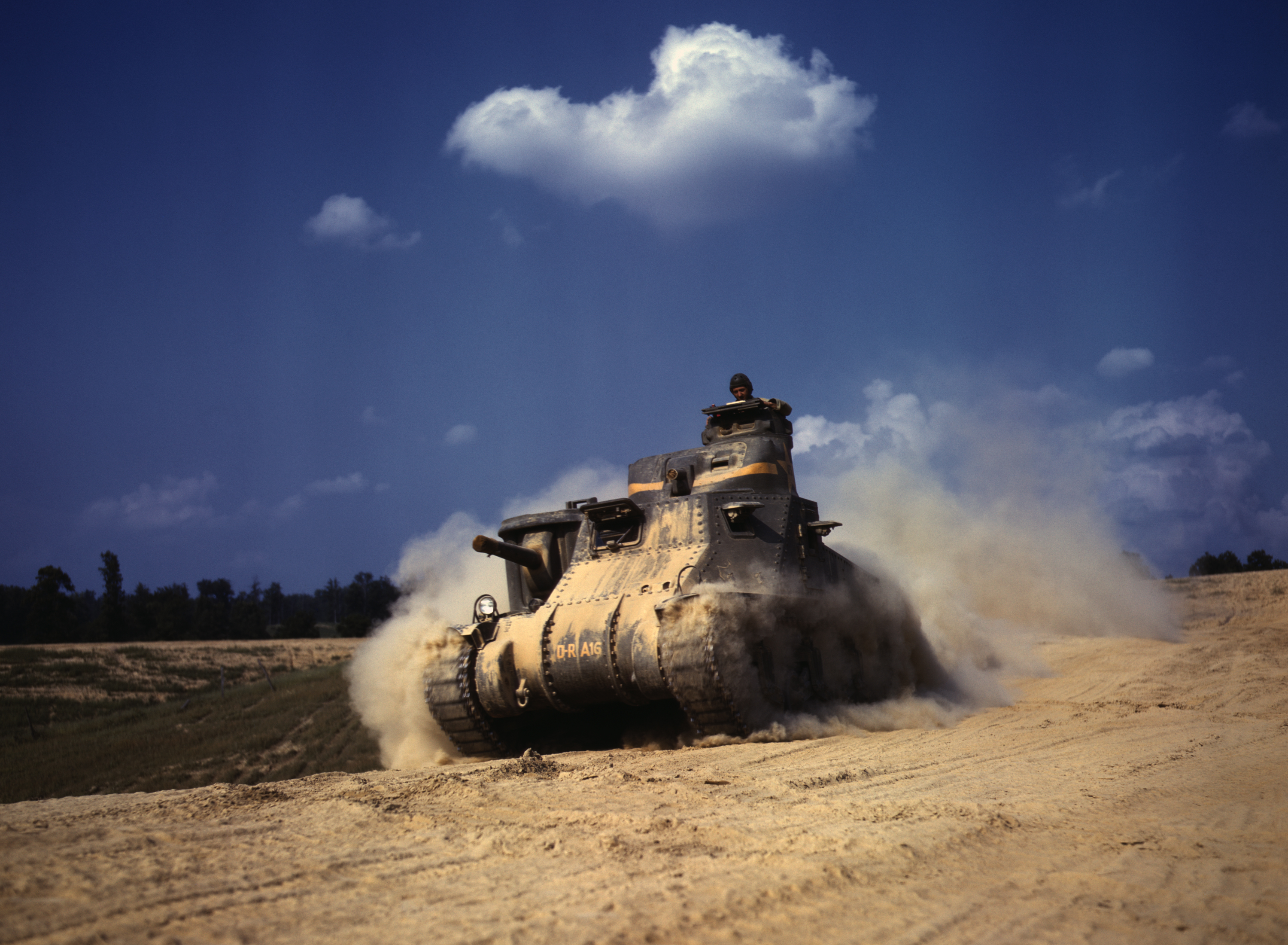
Средний танк M3

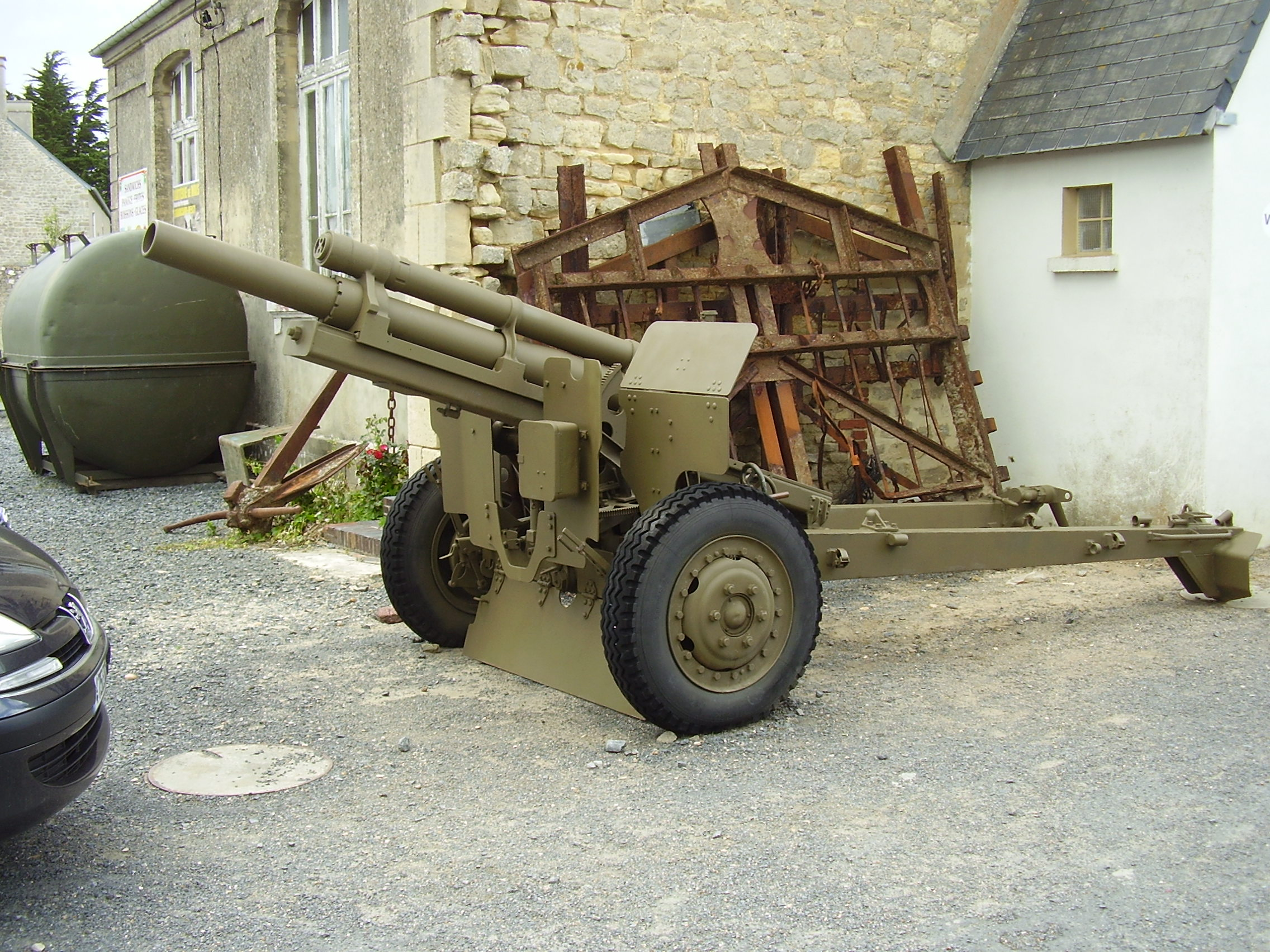
105-мм гаубица M2A1

Эксперименты с самоходной артиллерией велись в США со времён Первой мировой войны, но ни один из разработанных в межвоенный период проектов САУ не вышел за стадию прототипа. Причин такого развития событий было много. Важнейшими из них являлись низкий приоритет разработок в этой области из-за различных мнений среди командования артиллерии относительно САУ, нехватка финансирования и отсутствие подходящей серийной танковой базы для бронированных установок на гусеничном шасси. Однако внимание, уделяемое самоходной артиллерии Армией США, возросло с созданием 10 июля 1940 года Бронетанковых войск США и с изучением опыта сражений начального периода Второй мировой войны, и прежде всего успехов германских САУ в польской и французской кампаниях. На основе этого было выдвинуто требование по созданию быстроходной САУ на гусеничном шасси, способной сопровождать танковые колонны на марше. В качестве временного решения на вооружение были приняты САУ M3 и T19 на полугусеничном шасси, но они были слишком малы для размещения необходимого вооружения и не отвечали требованиям к подвижности.
История M7 началась в октябре 1941 года, когда глава Бронетанковых войск, генерал-майор Дж. Деверс, рекомендовал разработку 105-мм самоходной гаубицы на шасси нового среднего танка M3, производство которого началось тремя месяцами ранее, и постройку двух её прототипов. По этому заданию прототипы, получившие обозначение 105mm Howitzer Motor Carriage, были изготовлены фирмой Baldwin Locomotive Works и переданы на Абердинский полигон для испытаний. Первый прототип после предварительных испытаний был 5 февраля 1942 года переведён в Форт-Нокс, где испытания продолжились ещё в течение трёх дней. По результатам испытаний Бронетанковым комитетом Армии США (англ. Armored Force Board) было вынесено заключение о том, что после некоторой доработки T32 будет отвечать требованиям армии.

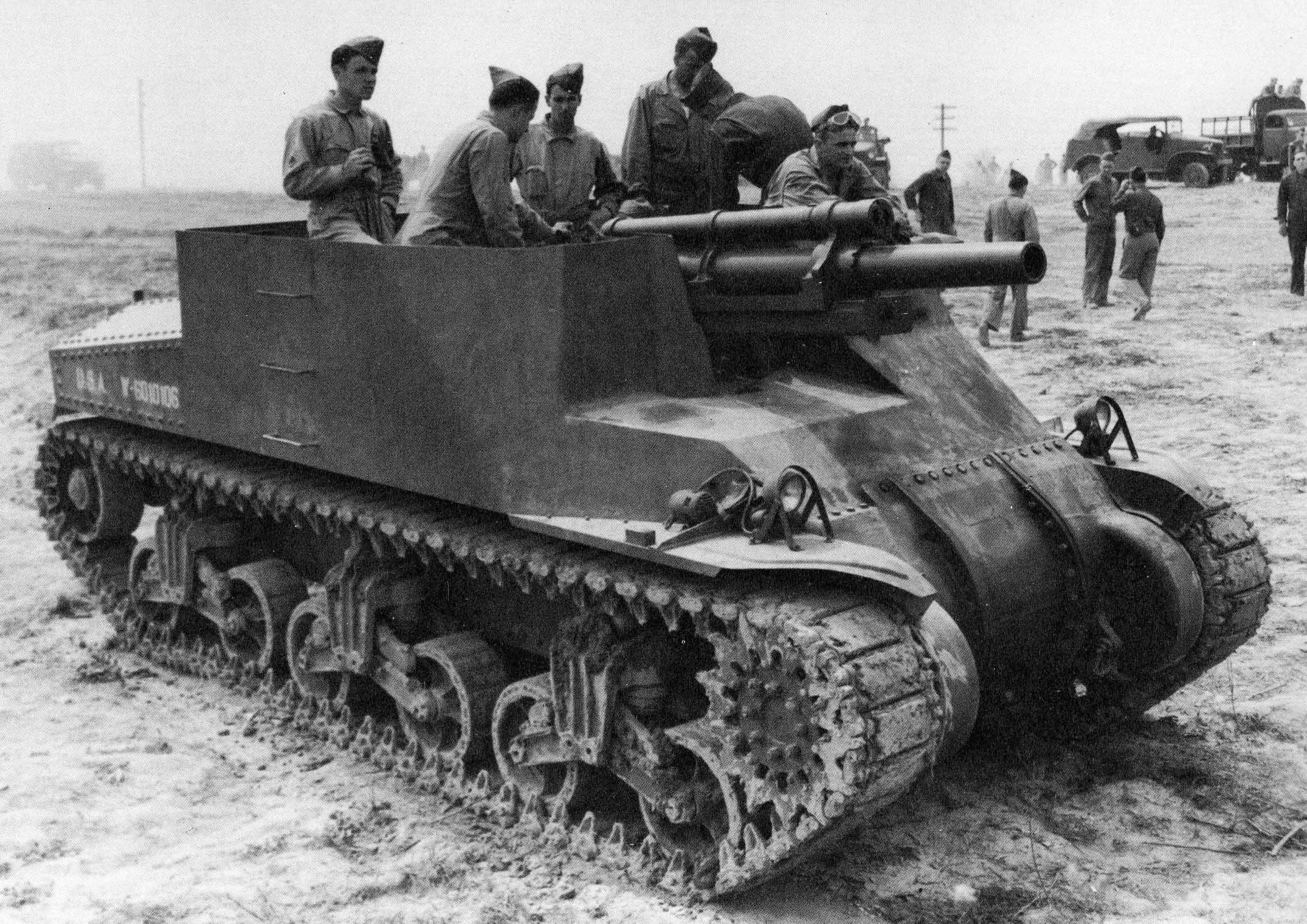
Первый прототип T32 на испытаниях в Форт-Ноксе

В соответствии с рекомендациями Бронетанкового комитета, толщина брони рубки была уменьшена с 19 до 13 мм. Кроме того, гаубица была сдвинута вправо, чтобы обеспечить сектор горизонтального наведения в 45°, позволяемый орудийной установкой. Для снижения высоты САУ Бронетанковый комитет разрешил снизить максимальный угол возвышения до 35° по сравнению с 65°, указанными в изначальном задании. Ещё одним требованием было оснащение T32 12,7-мм зенитной пулемётной установкой. Прорабатывались варианты с размещением складной вертлюжной установки на крыше моторного отделения, либо турельной установки — в одном из углов рубки. В результате был избран второй вариант, что потребовало внесения изменений в конфигурацию лобовой части рубки, обеспечивших также больший её внутренний объём. Высота бортов и кормы рубки была уменьшена на 280 мм, а лобовой части — увеличена на 76 мм. За счёт изменения боеукладок удалось увеличить возимый боекомплект с 44 до 57 выстрелов.
Все эти изменения с февраля 1942 года были внесены на Абердинском полигоне во второй прототип T32, который затем был отправлен на завод American Locomotive Company для использования в качестве образца при серийном производстве. В апреле 1942 года T32 был принят на вооружение как стандартный, получив обозначение 105mm Howitzer Motor Carriage M7.

## Серийное производство и дальнейшее развитие

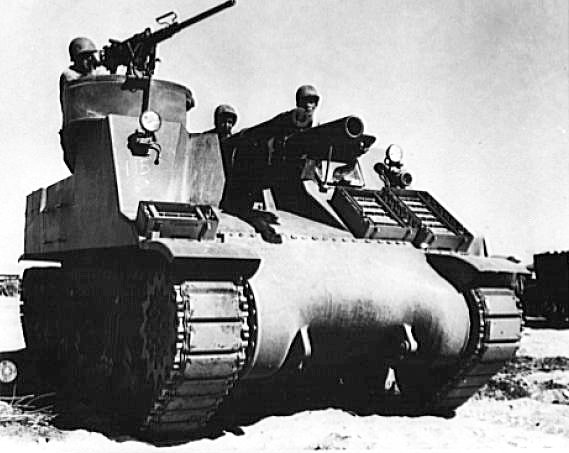
M7 раннего выпуска

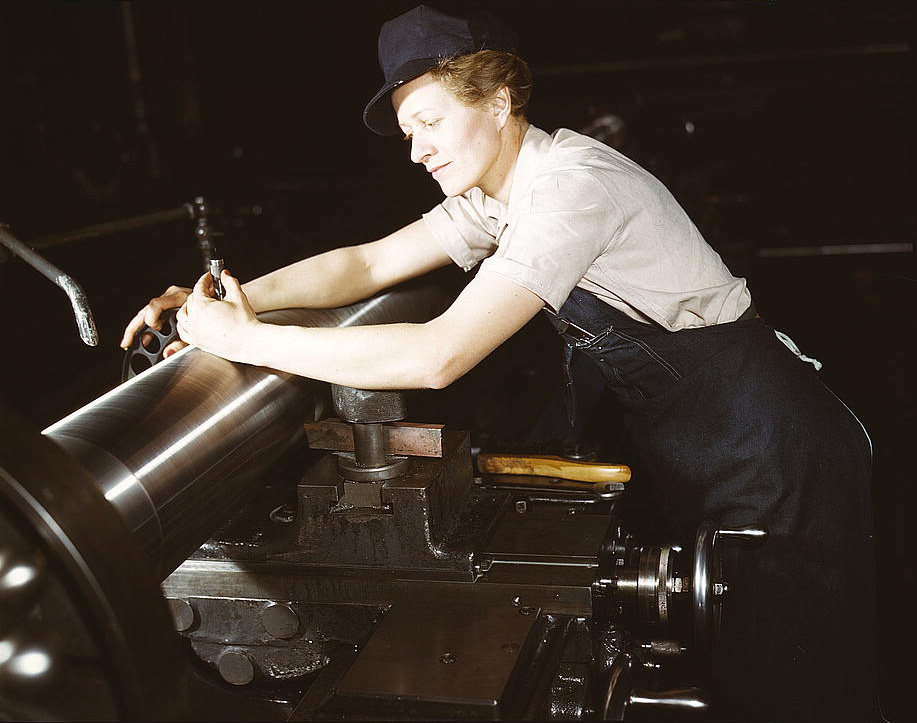
Механическая обработка ствола работницей Vilter Company

Серийное производство M7 было начато фирмой American Locomotive Company в апреле 1942 года и первые серийные САУ были выпущены в том же месяце. Первые две серийные M7 были выделены для дальнейших испытаний и прибыли на Абердинский полигон уже 6 апреля. После испытаний стрельбой одна САУ была оставлена на полигоне для ходовых испытаний, а другая — передана в конструкторский отдел для разработки улучшенной боеукладки. Работы в этом направлении привели к появлению ряда изменений в конструкции M7, одобренных 5 мая к внедрению при условии, что это не снизит темпы выпуска САУ. Боекомплект был увеличен до 69 выстрелов за счёт введения двух дополнительных боеукладок на месте четырёх складных сидений для членов экипажа. Помимо этого, был увеличен бортовой спонсон пулемётной установки, где разместился седьмой член экипажа — пулемётчик, хотя по данным С. Залоги, это было осуществлено только в январе 1943 года. M7 ранних выпусков отличались размещением поверх кормовых ящиков для снаряжения дополнительных топливных баков, оборудованных устройством для быстрого сброса изнутри боевого отделения, но в дальнейшем от них решено было отказаться. Также к лету того же года была введена симметричная нижняя лобовая деталь, без выреза в правой части под орудийный спонсон базового танка.
С развитием конструкции базового танка и заменой в производстве танка M3 на M4, аналогичные изменения вносились и в шасси САУ. С конца весны 1942 года на часть машин вместо трансмиссии «Айова» начала устанавливаться трансмиссия фирмы «Катерпиллер», отличимая внешне по цельной нижней лобовой детали корпуса, модели E4188, вместо трёхсекционной. Однако из-за технических проблем с ней и того, что такая трансмиссия требовалась в первую очередь для танков, с конца 1942 года её использование сократилось и к 1943 году она устанавливалась лишь на малой части выпускаемых САУ. Также M7 переняла сварную нижнюю часть корпуса вместо клёпаной и усиленные тележки подвески модели D47527 вместо D37893, начавшие устанавливаться на САУ около декабря 1942 года.

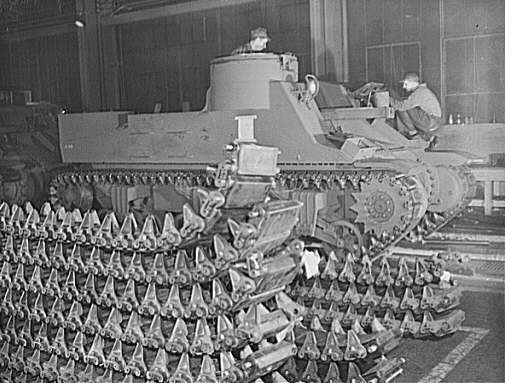
M7 позднего выпуска на сборочной линии завода American Locomotive Company

В августе 1943 года производство M7 было временно остановлено после выпуска 2814 машин, но с увеличением количества требуемых САУ после введения новых штатных расписаний войск производство было возобновлено в марте 1944 года. В конструкцию M7 позднего выпуска, порой обозначающихся как «улучшенные» (англ. Improved M7), к концу 1943 года была внесена ещё одна серия изменений, как заимствованных с танков M4 позднего выпуска, так и выработанных на основе опыта эксплуатации. Так как опыт боевого применения САУ показал уязвимость открытой верхней части бортовых боеукладок для огня противника, высота бортов и кормы рубки была доведена до уровня лобовой части за счёт откидных броневых панелей. Помимо этого, были разработаны комплекты для оснащения откидными панелями уже выпущенных машин, использовавшиеся для переоборудования машин как на армейских складах в США перед отправкой на фронт, так и в войсковых мастерских в зоне боевых действий; также в качестве временной меры частям была разрешена установка импровизированных щитков. Кроме этого, были введены: более удобное походное крепление гаубицы, доработанные тормоза и ленивцы, цельная лобовая деталь E8546 «клиновидной» формы, противопылевые фальшборты над верхней ветвью гусениц, а также изменено расположение ящиков для снаряжения. Кроме этого, нижняя часть корпуса новых САУ изготавливалась из неброневой стали толщиной 25—38 мм. «Улучшенные» M7 выпускались фирмой American Locomotive Company с марта по октябрь 1944 года. Всего было выпущено 500 машин. Помимо этого, фирмой Federal Machine and Welder Company с марта 1945 года было выпущено ещё 176 машин.
Так как предпочтительной модификацией танка M4 считалась M4A3 с V-образным двигателем Ford GAA вместо перешедшего на M7 с танка M3 радиального авиационного двигателя R-975, фирмой Pressed Steel Car Company было организовано производство САУ с однотипной силовой установкой, обеспечивавшей САУ также несколько большую удельную мощность и максимальную скорость. Модификация получила обозначение M7B1 и, за исключением силовой установки и незначительных отличий в крыше моторного отделения, была идентична M7 позднего выпуска с нижней частью корпуса из неброневой стали уменьшенной толщины. Всего с марта 1944 по февраль 1945 года Pressed Steel Car Company было выпущено 826 M7B1 (1944—664, 1945—162).
| График производства M7                           |      |      |      |      |       |
| Год                                              | 1942 | 1943 | 1944 | 1945 | Всего |
| Производство на фирме American Locomotive        | 2028 | 786  | 500  | —    | 3314  |
| Производство на фирме Pressed Steel Car (М7В1)   | —    | —    | 664  | 162  | 826   |
| Производство на фирме Federal Machine and Welder | —    | —    | —    | 176  | 176   |
| Всего                                            | 2028 | 786  | 1164 | 338  | 4316  |

| Год   | 1     | 2     | 3     | 4     | 5     | 6     | 7     | 8     | 9     | 10    | 11    | 12    | Всего |
| ----- | ----- | ----- | ----- | ----- | ----- | ----- | ----- | ----- | ----- | ----- | ----- | ----- | ----- |
| 1942  |       |       |       | 38    | 29    | 58    | 152   | 290   | 179   | 101   | 615   | 566   | 2028  |
| 1943  | 124   | 194   |       | 175   | 75    | 75    | 75    | 68    |       |       |       |       | 786   |
| 1944  |       |       | 85    | 99    | 97    | 134   | 134   | 145   | 161   | 117   | 77    | 115   | 1164  |
| 1945  | 150   | 12    | 5     | 22    | 50    | 50    | 49    |       |       |       |       |       | 338   |
| Всего | Всего | Всего | Всего | Всего | Всего | Всего | Всего | Всего | Всего | Всего | Всего | Всего | 4316  |

Последняя модернизация M7 была осуществлена уже в послевоенное время, в ходе Корейской войны. В боях в условиях горного ландшафта Корейского полуострова вновь проявились ограничения, накладываемые ограниченным углом возвышения орудия САУ. В ходе Второй мировой войны эта проблема решалась путём установки самоходных орудий на обратных склонах высот, но в этот раз было принято решение пожертвовать высотой САУ и модернизировать M7, увеличив максимальный угол возвышения до указанных в изначальных тактико-технических требованиях 65°. Одновременно была увеличена высота спонсона пулемётной установки, чтобы сохранить пулемёту круговой обстрел. Переделка машин осуществлялась армейским складом в Токио, всего было переоборудовано 127 САУ, получивших обозначение M7B2.

## Конструкция
M7 сохраняла компоновочную схему базового танка, с расположением моторного отделения в кормовой, боевого отделения — в открытой сверху неподвижной рубке в средней, и отделения управления, совмещённого с трансмиссионным, — в лобовой части машины. Экипаж САУ состоял из семи человек: командира отделения (англ. Chief of Section), механика-водителя, наводчика и четырёх номеров расчёта. Помимо этого, в состав отделения САУ входили механик-водитель бронетранспортёра снабжения и двое подносчиков боеприпасов (№ 5 и 6 расчёта).

### Броневой корпус
M7 имела слабо дифференцированную бронезащиту с открытым сверху боевым отделением, рассчитанную на защиту от осколков и огня стрелкового оружия. Нижняя часть корпуса, ниже уровня надгусеничных полок, на машинах ранних выпусков состояла из литой трёхсекционной лобовой детали цилиндрической формы, толщиной от 51 до 108 мм с углом наклона от 0° до 56°, катаных вертикальных бортовых листов толщиной 38 мм, кормового листа толщиной 13 мм с углом наклона от 0° до 10° и листов днища, толщиной 13 мм в районе моторно-трансмиссионного отделения и 25 мм в лобовой части танка. На машинах ранних выпусков нижняя часть корпуса собиралась при помощи заклёпок, но в дальнейшем перешли на сварное соединение. Кроме того, машины поздних выпусков отличались цельной лобовой деталью вместо трёхсекционной. На «улучшенных» M7, выпускавшихся с 1944 года, нижняя часть корпуса изготавливалась из деталей неброневой стали толщиной 13 и 25 мм, а также отличалась лобовой деталью клиновидной формы вместо цилиндрической.
Верхняя часть корпуса, в том числе над моторным отделением, на всех M7 собиралась из катаных листов гомогенной броневой стали толщиной 13 мм и имела наклон в 30° в лобовой части, при вертикальных бортах и корме. Крыша моторного отделения собиралась из 13 мм, расположенных под наклоном в 83°. Борта и корма рубки имели меньшую высоту, чем её лобовая часть, но на САУ поздних выпусков высота бортов и кормы была увеличена при помощи откидных панелей. В правом борту рубки был оборудован цилиндрический спонсон для кольцевой пулемётной турели, а в лобовой части — амбразура для орудия, закрытая изнутри подвижным щитом. Для защиты от непогоды боевое отделение могло закрываться брезентовым тентом. Посадка и высадка экипажа осуществлялись через верх рубки, а для доступа к агрегатам двигателя и трансмиссии служили люки в крыше и корме моторного отделения и съёмная лобовая деталь корпуса.
Для тушения пожаров в моторном отделении M7 оборудовалась стационарной ручной углекислотной противопожарной системой однократного действия, состоявшей из двух баллонов ёмкостью в 5,9 литра, установленных под полом боевого отделения и соединённых трубами с находящимися в моторном отделении соплами. Кроме этого, танк комплектовался двумя переносными огнетушителями, содержащими по 1,8 кг углекислоты и размещёнными в спонсонах корпуса. Также САУ комплектовалась тремя 1,42-кг дегазационными приборами M2.

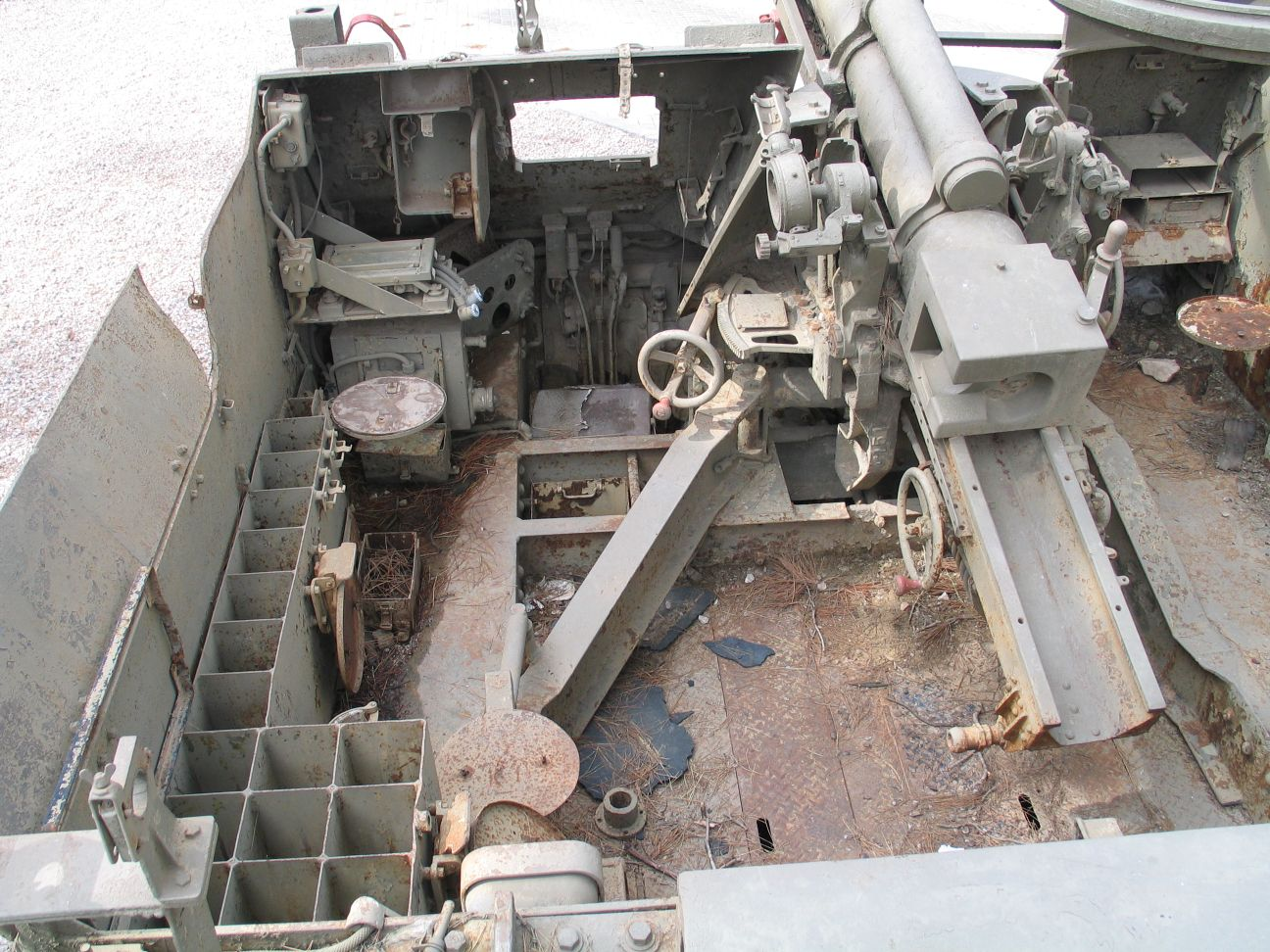
Вид на левую часть боевого отделения M7
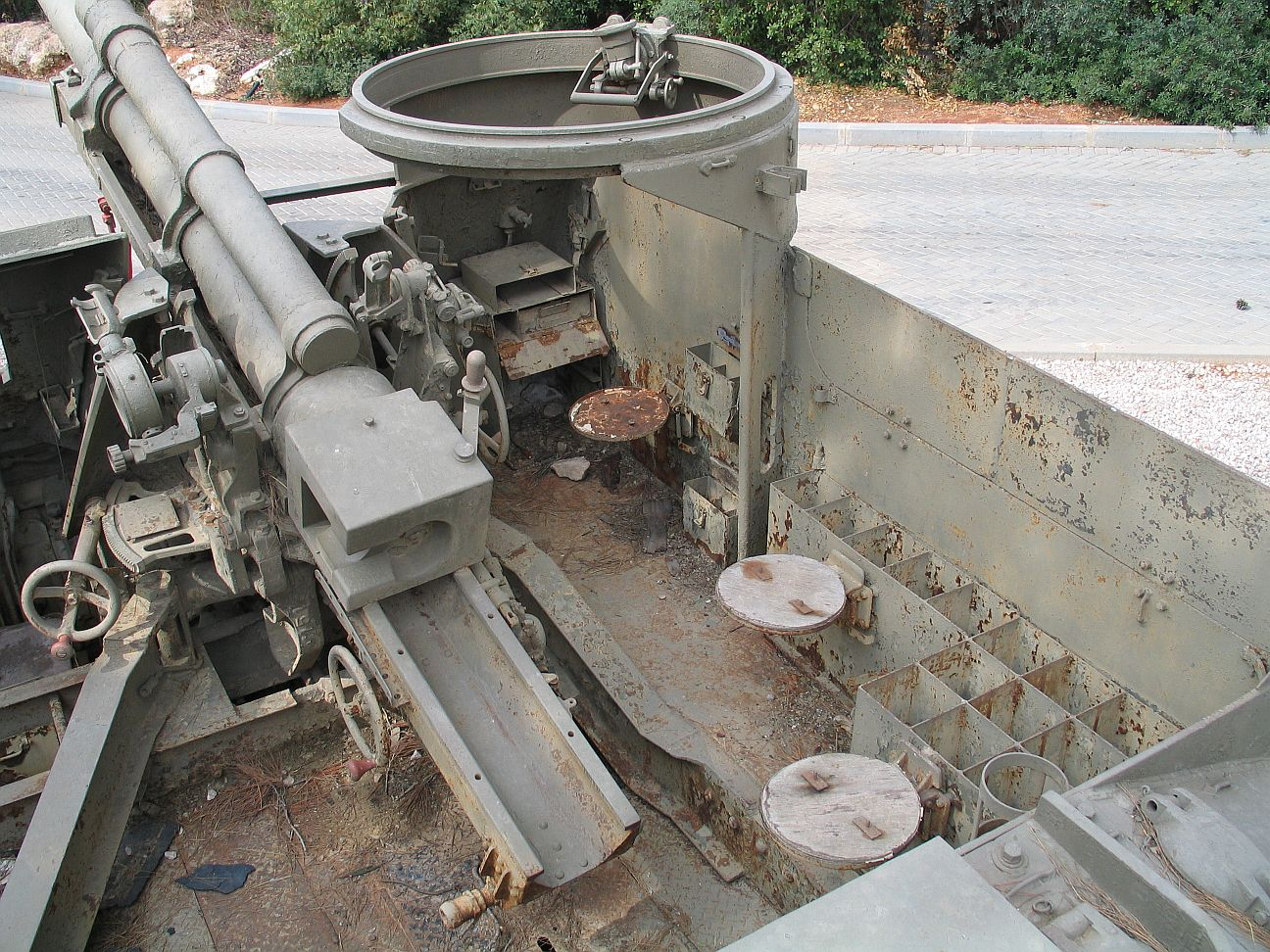
Вид на правую часть боевого отделения M7
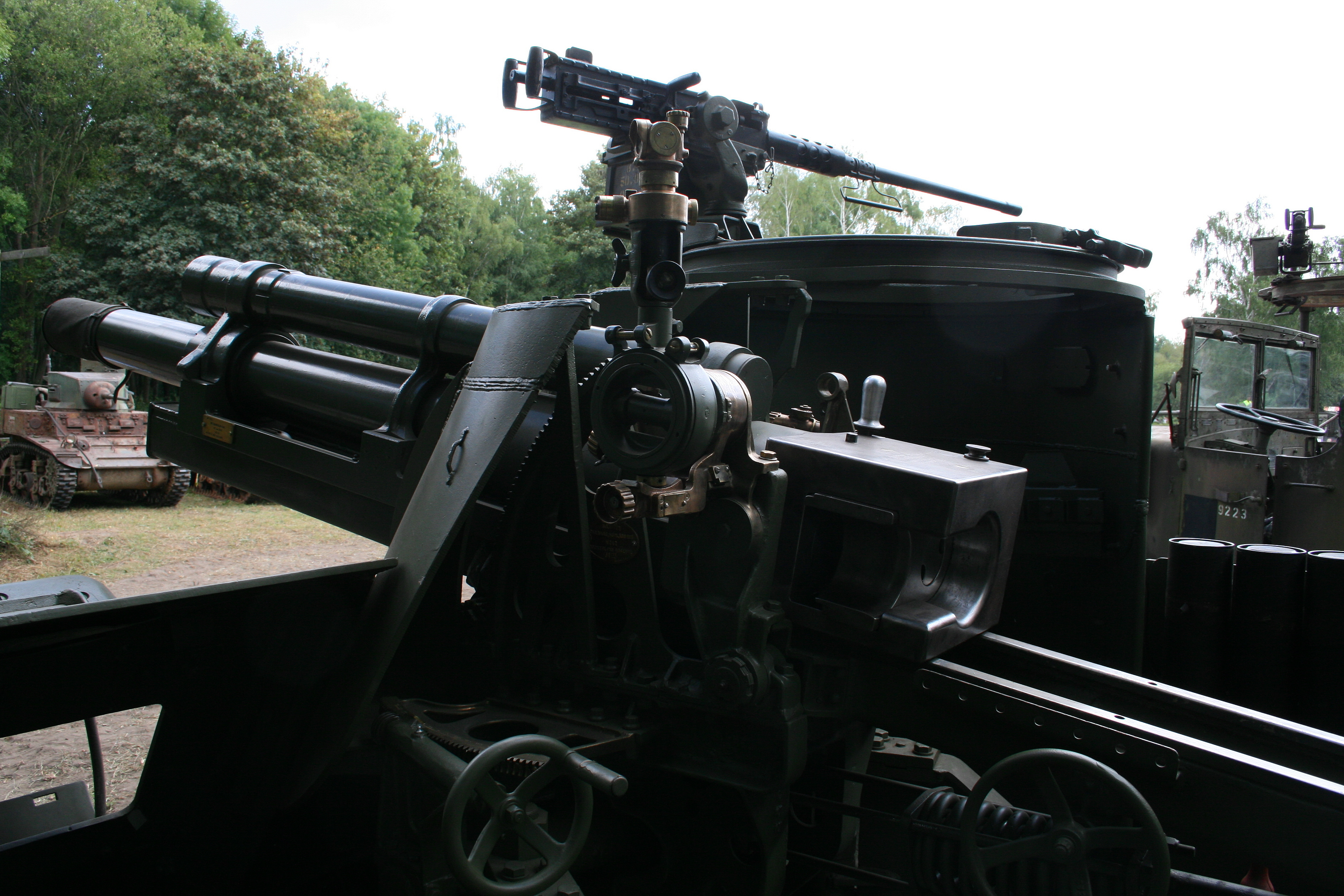
Вид на боевое отделение M7B2

### Вооружение
Гаубица M2A1 в установке M4, с установленной и со снятой броневой маской
Основное вооружение M7 составляла модификация 105-мм гаубицы M2A1. M2A1 имела ствол длиной 22,5 калибра, ручной горизонтальный клиновой затвор и гидропневматические противооткатные устройства; длина отката составляла 1066 мм. Пушка размещалась в установке M4 на стандартном лафете полевого орудия в лобовой части корпуса, со смещением к правому борту. Установка орудия в САУ ограничивала его предельные углы наведения до −5…+35° в вертикальной и 15° по левому и 30° по правому борту в горизонтальной плоскости, наводка осуществлялась при помощи ручных винтовых механизмов. Наведение орудия при стрельбе прямой наводкой осуществлялась при помощи перископического оптического прицела M16, а при стрельбе с закрытых позиций — при помощи артиллерийской панорамы M12A2 и квадранта M4.
Функции экипажа при ведении огня распределялись следующим образом: командир осуществлял общее руководство расчётом, механик-водитель удерживал тормоза САУ при произведении выстрела, наводчик осуществлял наведение по горизонтали и внесение боковых поправок, № 1 расчёта оперировал затвором и вертикальным наведением орудия, № 2 осуществлял непосредственно заряжание орудия, № 3, совместно с № 4, устанавливал взрыватель и изменял заряд, а также производил стрельбу при помощи перископического прицела в случае стрельбы прямой наводкой.
Скорострельность орудия при непрерывной стрельбе составляла 8 выстрелов в минуту в первые полторы минуты ведения огня, 4 выстрела в минуту в первые четыре минуты и 3 выстрела в минуту в первые 10 минут, а за час орудие могло совершить 100 выстрелов. Максимальная дальность стрельбы M7 осколочно-фугасными и дымовыми снарядами, определяемая ограниченным углом возвышения, составляла 10 424 м, но для достижения максимального угла возвышения орудия САУ могла ставиться на обратном склоне высот.
Боекомплект M7 состоял из 57 выстрелов на машинах ранних выпусков и 69 на последующих. В боекомплект входили осколочно-фугасные и дымовые снаряды, а также кумулятивные снаряды, пробивавшие 102 мм гомогенной стальной брони на всех дистанциях. Гаубица M2A1 использовала полуунитарные выстрелы для всех типов боеприпасов, кроме кумулятивного, использовавшего унитарные выстрелы с фиксированным зарядом. Из 69 выстрелов боекомплекта 17 и 19 размещались в правом и левом спонсонах корпуса, а остальные 33 — в ящиках под полом боевого отделения. Также САУ могла буксировать стандартный прицеп M10, в котором перевозились дополнительные 50 выстрелов.
| Боеприпасы гаубицы M2A1                |                |                    |                    |                   |                                                           |                               |                       |                                 |
| Тип снаряда                            | Марка снаряда  | Длина выстрела, мм | Масса выстрела, кг | Масса снаряда, кг | Масса ВВ, кг                                              | Марка взрывателя              | Дульная скорость, м/с | Максимальная дальность стрельбы |
| Осколочно-фугасная граната             | HE M1 Shell    | 726                | 19,08              | 14,97             | 2,30 (Composition B) или 2,18 (тротил)                    | P.D. M48A2 или TSQ M54        | 472                   | 11 160                          |
| Бронебойный кумулятивный, трассирующий | HEAT M67 Shell | н/д                | 16,71              | 13,26             | 1,33 (пентолит)                                           | B.D. M62 или M62A1            | 381                   | 7855                            |
| Дымовой                                | M60 Shell      | 790                | 19,85              | 15,56             | 1,86 (белый фосфор)                                       | P.D. M57 или M557             | 472                   | 11 110                          |
| Дымовой                                | M84 Shell      | 774                | 19,02              | 14,91             | 5,58 (дымовая смесь на основе хлорида цинка)              | TSQ M54, MTSQ M501 или M501A1 | 472                   | 11 160                          |
| Дымовой сигнальный                     | M84 Shell      | 774                | 17,21—17,39        | 13,10—13,28       | 3,77—3,95 (цветная дымовая смесь на основе хлорида цинка) | TSQ M54, MTSQ M501 или M501A1 | 472                   | н/д                             |

| Таблица пробития для M2A1   |    |     |     |      |
| Бетон, см, угол встречи 90° |    |     |     |      |
| Снаряд \ Расстояние, м      | 0  | 457 | 914 | 1828 |
| M1 Shell                    | 46 | 43  | 40  | 34   |

Вспомогательное вооружение M7 состояло из 12,7-мм зенитного пулемёта M2 HB, размещённого в кольцевой турельной установке, обеспечивающей круговой обстрел. Боекомплект пулемёта составлял 300 патронов в 6 снаряжённых в магазин-коробки лентах. Пулемётные ленты первоначально снаряжались 90 % бронебойных и 10 % трассирующих пуль, позднее это соотношение было изменено на 80/20%. Для самообороны экипажа M7 комплектовалась тремя 11,43-мм пистолетами-пулемётами M1928A1 или M3 и 1620 патронами к ним в 54 коробчатых магазинах, а также ручными гранатами: двумя осколочными Mk.II и шестью дымовыми.

### Средства наблюдения и связи
Механик-водитель M7 на марше имел возможность наблюдения за местностью через свой смотровой люк, на который могло устанавливаться съёмное ветровое стекло, в то время как для обзора в бою ему служил призматический смотровой прибор в крышке люка. Все остальные члены экипажа специальных средств наблюдения, помимо прицельных устройств, не имели. Специальных средств внутренней связи M7 также не имела, а средства внешней связи ограничивались набором сигнальных флагов Flag Set M238; также САУ комплектовалась набором сигнальных знаков Panel Set AP50A. На оборудованных огневых позициях связь M7 с центром управления огнём батальона обычно осуществлялась путём прокладки полевых телефонов. В британских войсках «Присты» ценой уменьшения боекомплекта на 24 выстрела часто оснащались для внешней связи радиостанцией.

### Двигатель и трансмиссия

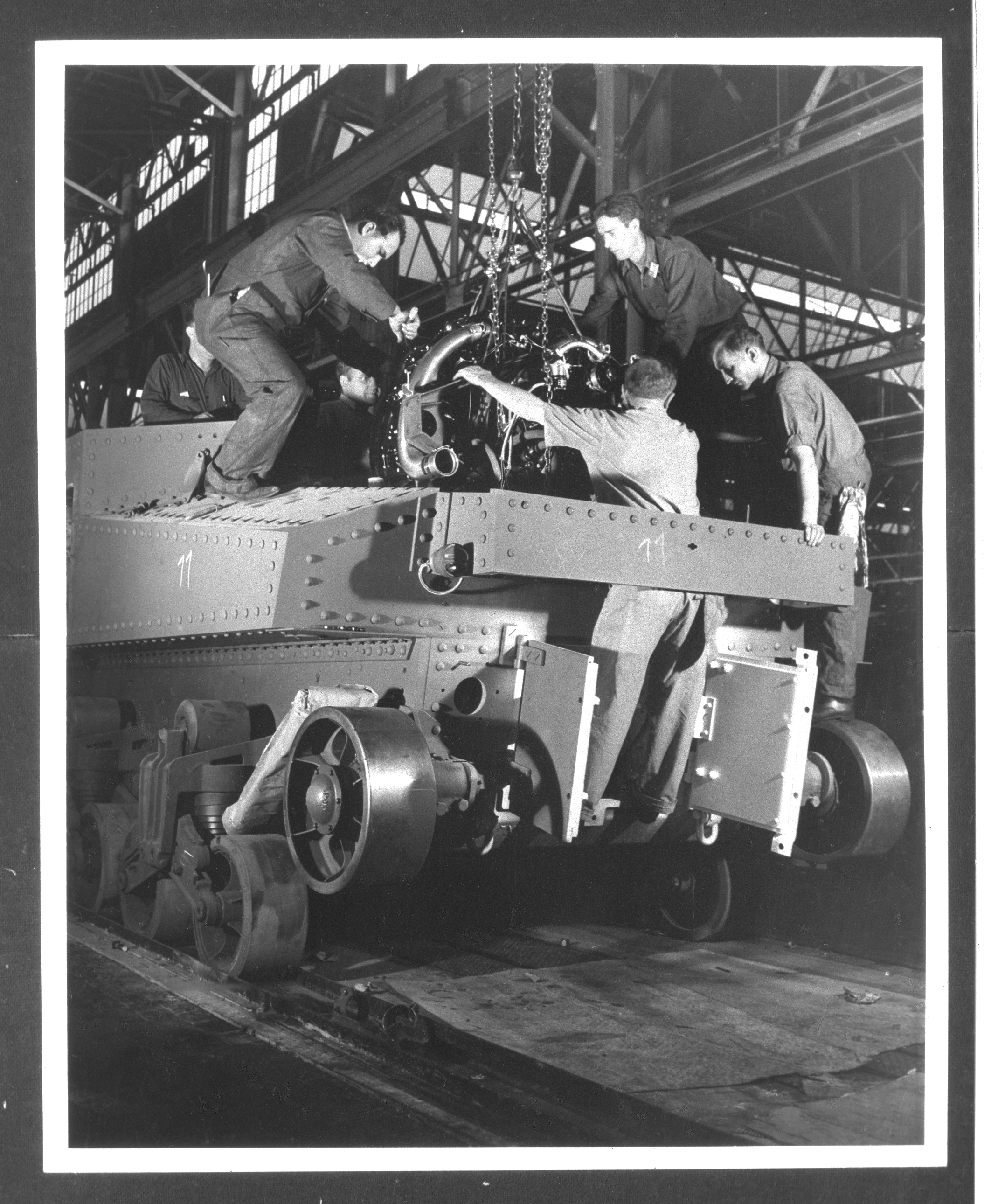
Заводская установка двигателя R-975 в моторное отделение

На M7 базовой модификации устанавливался радиальный 9-цилиндровый авиационный четырёхтактный карбюраторный двигатель воздушного охлаждения фирмы «Континенталь», модели R975 C1. При рабочем объёме 15 945 см³, R975 развивал максимальную мощность в 400 л. с. и объектовую в 350 л. с. при 2400 об/мин и максимальный и объектовый крутящий момент в, соответственно, 123 и 111 кгс·м (1207 и 1085 Н·м) при 1800 об/мин. Четыре топливных бака общим объёмом 662 литра размещались в моторном отделении: два 219-литровых — в спонсонах корпуса и два 112-литровых вертикальных — у перегородки между моторным и боевым отделениями; топливом для двигателя служил бензин с октановым числом не ниже 80.
На M7B1 устанавливался V-образный 8-цилиндровый авиационный четырёхтактный карбюраторный двигатель жидкостного охлаждения фирмы «Форд», модели GAA. При рабочем объёме 18 026 см³, GAA развивал максимальную мощность в 500 л. с. и объектовую в 450 л. с. при 2600 об/мин и максимальный и объектовый крутящий момент в, соответственно, 144 и 131 кгс·м (1410 и 1288 Н·м) при 2200 об/мин. Требования к топливу для GAA были аналогичны R975, а объём топливных баков был уменьшен до 636 литров.
В состав трансмиссии M7 всех модификаций входили:
- Двухдисковый полуцентробежный главный фрикцион сухого трения, типа D78123
- Карданный вал
- Механическая пятискоростная (5+1) коробка передач с синхронизаторами на передачах со 2-й по 5-ю и диапазоном от 7,56:1 до 0,73:1
- Механизм поворота по типу двойного дифференциала «Клетрак»
- Ленточные бортовые тормоза
- Однорядные бортовые передачи типа с шевронными шестернями, с передаточным числом 2,84:1

### Ходовая часть

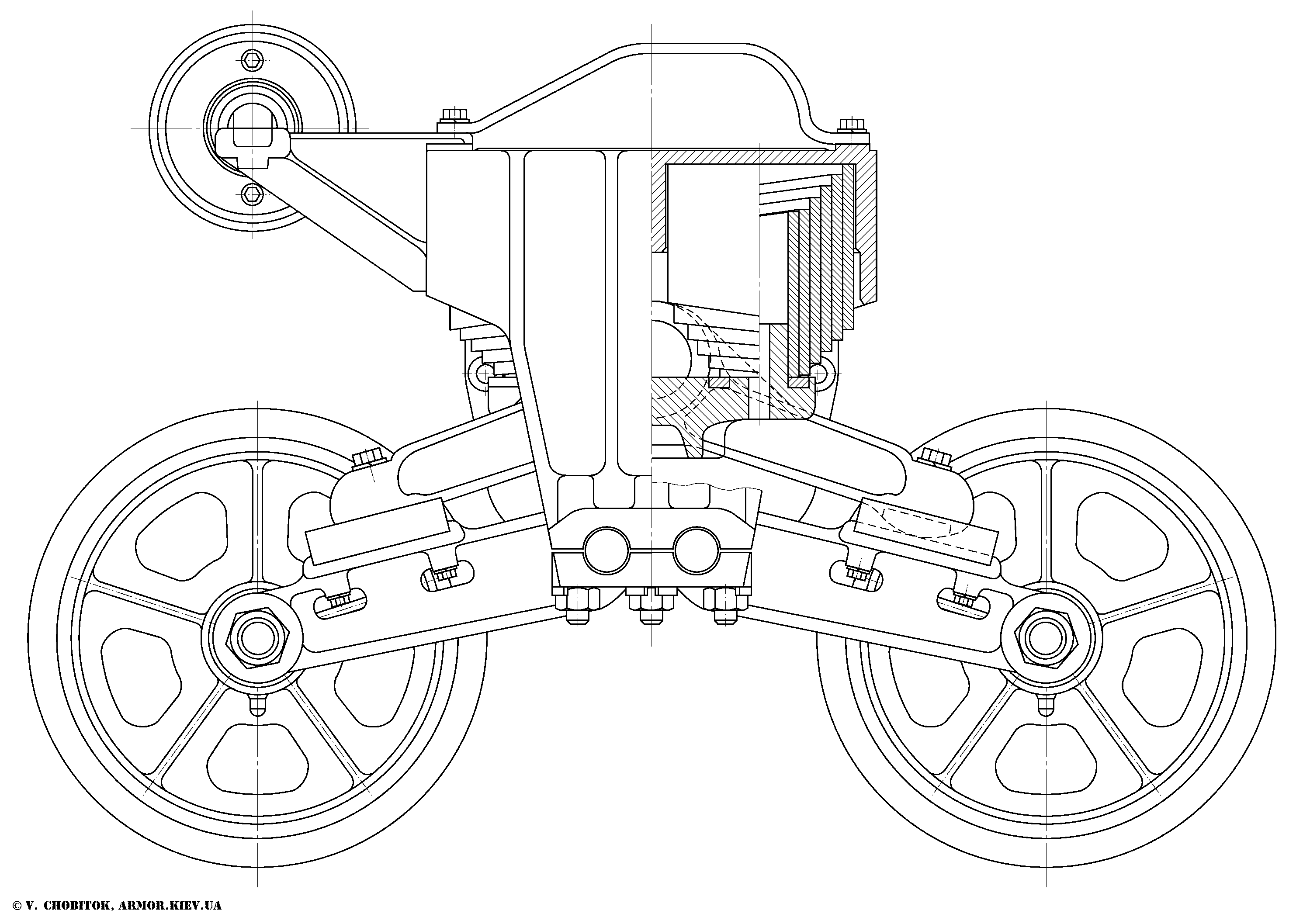
Тележка подвески M7 типа D47527

Ходовая часть M7 с каждого борта состояла из шести односкатных обрезиненных опорных катков диаметром 508 мм, трёх обрезиненных поддерживающих катков, ленивца и ведущего колеса со съёмными зубчатыми венцами. Подвеска опорных катков — сблокированная попарно, типа VVSS (англ. Vertical Volute Spring Suspension). Два балансира с закреплёнными на них опорными катками, соединённые шарнирно с корпусом тележки подвески, через скользящие опоры связываются с коромыслом, через буферную площадку соединённым с упругим элементом в виде двух расположенных вдоль оси танка конических рессор. На корпусе тележки подвески также крепился и поддерживающий каток. При работе подвески, балансир через скользящую площадку поднимает свой конец коромысла, через буферную площадку сжимающего рессоры и равномерно распределяющего нагрузку на оба катка. На M7 ранних выпусков устанавливались тележки подвески типа D37893, но около декабря 1942 года САУ начали оборудоваться усиленными тележками D47527, внешне отличимыми прежде всего по расположению поддерживающего катка над задним опорным, а не над центром тележки на ранней модели.
Гусеницы M7 — стальные с резинометаллическим шарниром, мелкозвенчатые, цевочного зацепления, состоявшие каждая из 79 траков шириной 421 мм и с шагом 152 мм. На M7 применялись четыре модели гусениц: T48 — с обрезиненными траками с шевроном, T49 — со стальными траками с грунтозацепами, T51 — с плоскими обрезиненными траками и T54E1 — со стальными траками с шевроном.

## Машины на базе M7

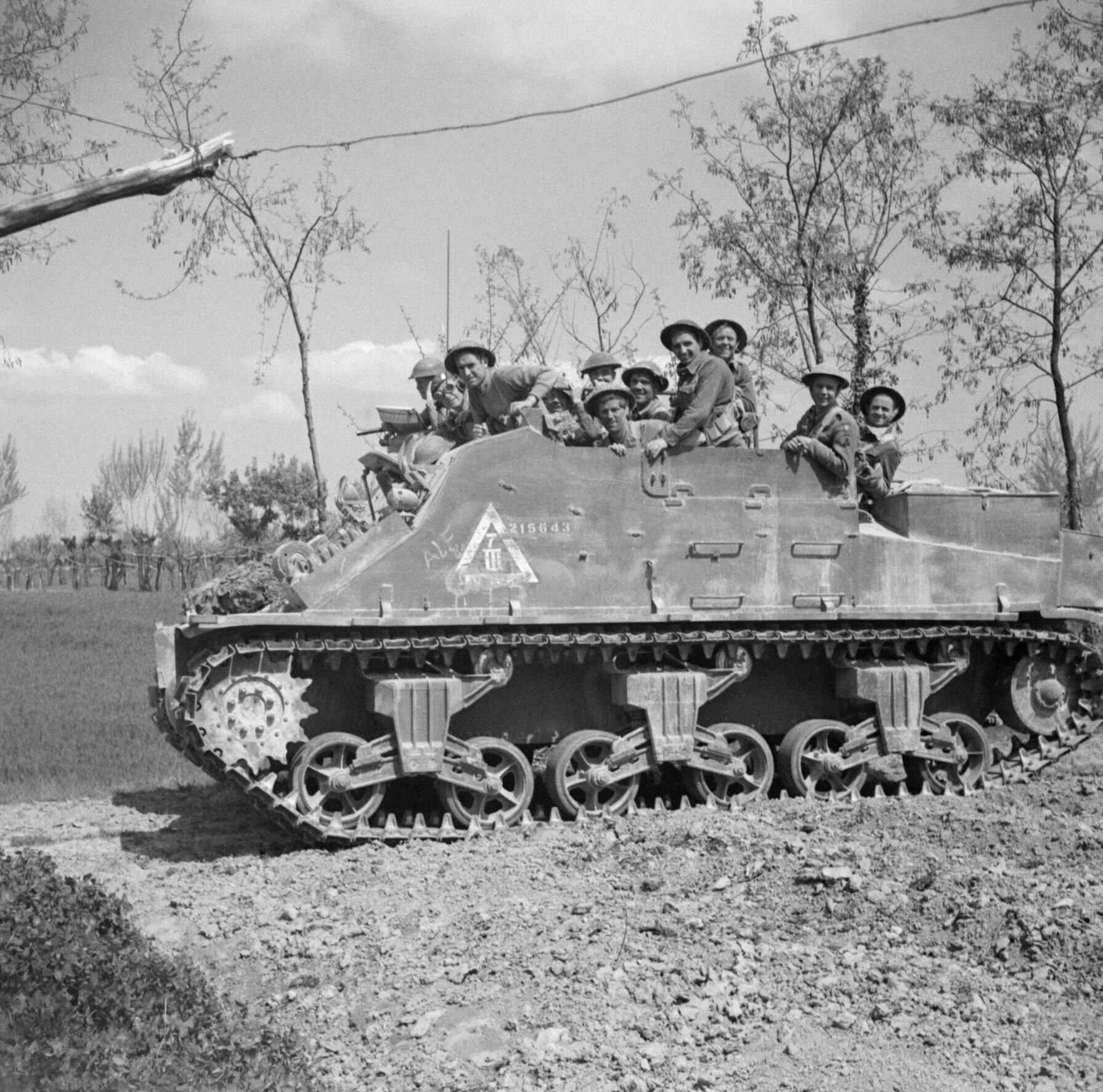
Переоборудованный из M7 «Кенгуру» 78-й пехотной дивизии. Италия, 13 апреля 1945 года

Уже вскоре после заказа Великобритании на поставки M7 по программе ленд-лиза, была предпринята попытка создания САУ, более отвечающей требованиям британских войск за счёт использования стандартной британской 88-мм пушки-гаубицы QF 25 pounder. Разработка проекта была начата в июне 1942 года на базе второго прототипа T32, которому 11 июня было присвоено обозначение 25 pounder Gun Motor Carriage T51. Конструктивно T51 отличалась от M7 лишь размещением 88-мм пушки-гаубицы при помощи адаптеров в установке 105-мм гаубицы, а также незначительными изменениями в конфигурации лобовой части рубки и спонсона пулемётной установки. На первых же испытаниях T51 стрельбой вышла из строя люлька орудия и вследствие задержек с ремонтом и необходимыми переделками орудийной установки, к тому времени как САУ сумела успешно пройти повторные испытания, уже была успешно завершена разработка аналогичной канадской САУ «Секстон»,
что привело к прекращению работ по T51 в марте 1943 года.
Единственной серийной машиной на базе M7 был бронетранспортёр «Кенгуру». Обозначение «Кенгуру» объединяло группу переоборудованных из танков и САУ, в том числе M7, бронетранспортёров. Первые «Кенгуру» были переоборудованы именно из «Пристов», 2-м канадским корпусом в ходе подготовки к наступлению на Фалез в августе 1944 года. С САУ снималась гаубица, а орудийная амбразура заваривалась броневым листом, после чего в боевом отделении могли перевозиться 12, по некоторым данным — до 20 человек десанта, не считая двух членов экипажа. Переоборудованные САУ получили в войсках прозвище «извергнутые из сана священники» (англ. defrocked или unfrocked Priest). Так как в британских и канадских войсках M7 к тому времени постепенно заменялись на «Секстоны», такая конверсия была сочтена удачной и в дальнейшем в 1944—1945 годах снимаемые с вооружения M7 массово переоборудовались в «Кенгуру» силами полевых мастерских. По данным некоторых источников, всего в «Кенгуру» было переоборудовано 102 САУ, но эта цифра может относиться лишь к войскам в Италии.

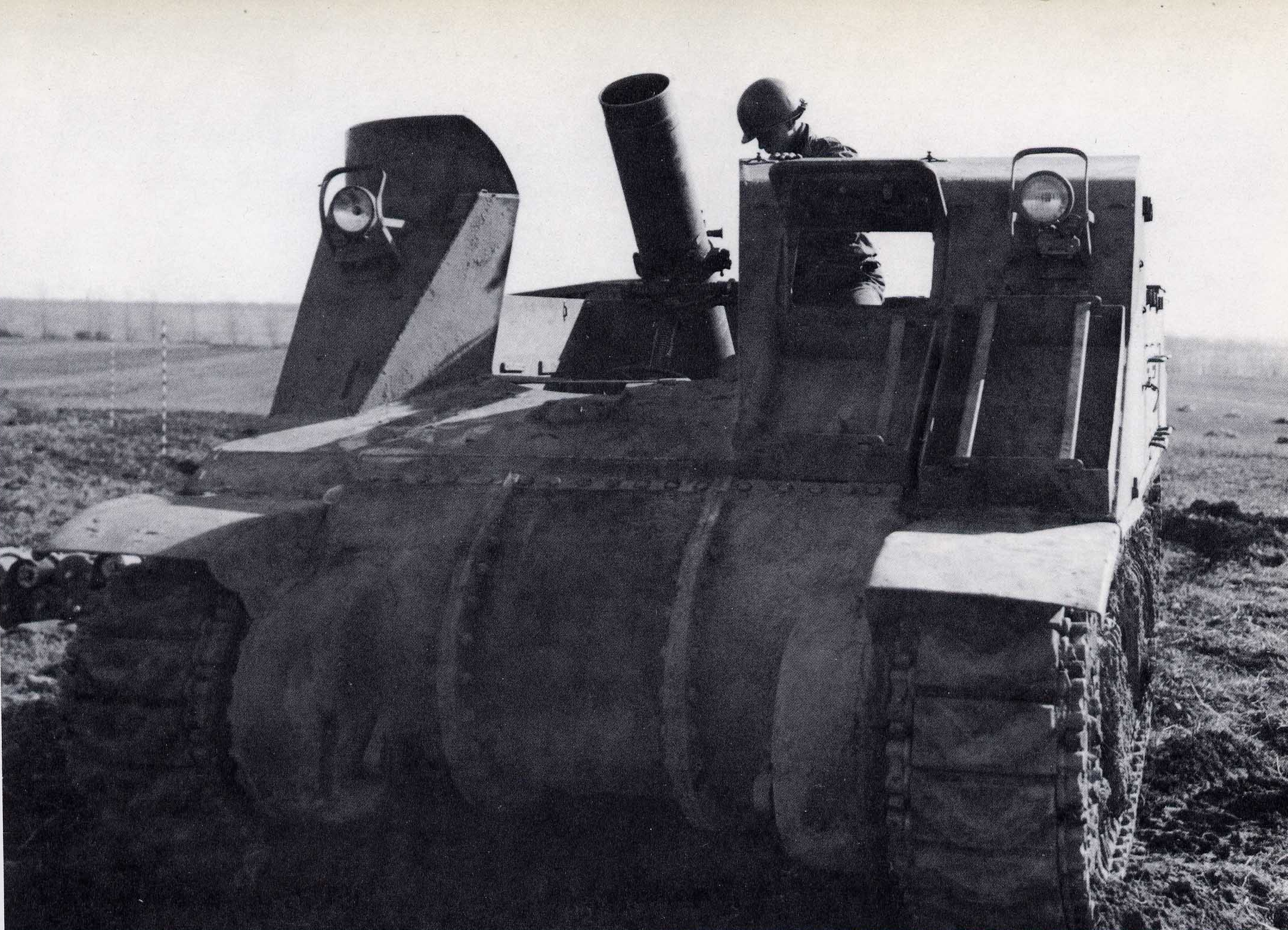
248-мм миномёт на базе M7

Помимо бронетранспортёров, некоторое количество M7 было переоборудовано в машины передовых артиллерийских наблюдателей, известные как Priest OP. Конструктивно эти машины были схожи с «Кенгуру», но вместо мест для десантников в их боевом отделении размещались дополнительные радиостанции, полевые телефоны с барабанами кабеля для них, а также другое необходимое для передовых наблюдателей оборудование.
Кроме этого, британскими войсками во Франции в 1944 году несколько САУ были переоборудованы в самоходные миномёты. В боевом отделении M7 на месте гаубицы размещался 248-мм миномёт, стреляющий зажигательными артиллерийскими минами с зарядом белого фосфора. Прототипы самоходного миномёта были в феврале 1944 года продемонстрированы представителям 7-й армии США, но интереса у последних не вызвали.

## Использовалась

Карта операторов M7

- США — около 3300 САУ[сн 15]
- Аргентина — 6 САУ[52]
- Бельгия — 20 САУ[53]
- Бразилия — 24 САУ[53]
- Великобритания — 828 САУ[54]
- ФРГ[55]
- Израиль — 100 САУ[53]
- Иордания[56]
- Италия[56]
- Канада — не менее 64 САУ[57]
- Норвегия — 26 САУ[58]
- Пакистан — 150 САУ[53]
- Португалия[56]
- Китайская Республика — 100 САУ[53]
- Турция[56]
- Франция — по разным данным, около 200[54] или 300[59] САУ
- Югославия[56]
- ЮАР[56]

## Организационно-штатная структура
В Армии США M7 поступали прежде всего на вооружение танковых дивизий в качестве стандартной полевой гаубицы. По принятому в 1940 году штату, в составе танковой дивизии имелось три батальона самоходной полевой артиллерии (англ. armored field artillery battalion), в каждом из которых насчитывалось по 18 САУ. По одному батальону включалось в состав двух боевых групп дивизии, тогда как третий батальон находился в резерве командира дивизии. Такая организация сохранялась и в изменённых штатах танковой дивизии от 1 марта 1940 года и 12 февраля 1944 года.
Батальон самоходной полевой артиллерии, по принятому 15 сентября 1943 года штату 6-165, насчитывал 32 офицера и 511 нижних чинов. Штабная рота батальона включала в себя службы технического обеспечения, связи, разведки, взаимодействия между частями (англ. liason) и передовых артиллерийских наблюдателей, а также центр управления огнём батальона. В распоряжении штаба батальона имелись два лёгких самолёта для разведки, корректировки огня и связи, обычно базировавшиеся на аэродроме дивизии. Для передовых артиллерийских наблюдателей в штабе имелись 3 танка M4, оснащённые вместо стандартных танковых радиостанциями серии SCR-600, работавшими в сетях связи артиллерии. Помимо этого, штат штаба и штабной роты включал 10 бронетранспортёров M3A1, девять ¼-тонных автомобилей повышенной проходимости, 2½-тонный грузовой автомобиль и два 1-тонных прицепа.
Артиллерия батальона была сведена в три батареи, состоявшие из штаба батареи, артиллерийской батареи с шестью САУ и разведывательного отделения. Артиллерийской батарее дополнительно придавались отделение управления огнём и отделение обеспечения боеприпасами. Штат каждой батареи, помимо САУ, включал 7 бронетранспортёров M3A1, три ¼-тонных автомобиля повышенной проходимости, 2½-тонный грузовой автомобиль, 8 прицепов M10 для перевозки боеприпасов и два 1-тонных прицепа. В состав батальона входила также батарея служб тыла, включающая административную секцию, транспортную, ремонтную и службу материального обеспечения. В штат батареи входили два 81-мм миномёта, две БРЭМ M32, три ¼-тонных автомобиля повышенной проходимости, ¾-тонная командно-штабная машина, ¾-тонная ради́йная машина, двадцать один 2½-тонный грузовой автомобиль, тяжёлый автомобиль технической помощи, девять прицепов M10 для перевозки боеприпасов и двенадцать 1-тонных прицепов. Кроме того, в составе батальона присутствовало медицинское подразделение в составе 11 человек, имевшее бронетранспортёр M3 в санитарном варианте и ¼-тонный автомобиль повышенной проходимости с 1-тонным прицепом. Кроме перечисленного, батальону для усиления могли временно придаваться танки M4(105) из состава танковых батальонов.
Помимо батальонов для танковых войск, с 1943 года было сформировано некоторое количество отдельных батальонов самоходной полевой артиллерии, придававшихся командованию корпусного уровня. По некоторым данным, M7 также поступали на вооружение взводов штурмовых орудий в штабных ротах батальонов механизированной пехоты танковых дивизий, которые штатно вооружались САУ M8. Помимо САУ, взвод имел 2 бронетранспортёра M3 и 4 прицепа M10.
Некоторое количество M7 поступало также на вооружение полковых артиллерийских рот пехотных дивизий, насчитывавших 6 САУ вместо такого же количества положенных по штату буксируемых орудий. С сентября 1943 года на вооружение этих рот начали поступать лёгкие 105-мм буксируемые гаубицы M3 и многие дивизии предпочли избавиться в их пользу от тяжёлых и требовавших большого объёма технического обслуживания самоходных орудий. В результате, к концу 1943 года число вооружённых САУ рот сократилось, однако некоторые части предпочли сохранить на вооружении M7 и позднее для них было официально принято особое штатное расписание. Порой M7 временно использовались и в роли штурмовых орудий в штабных ротах танковых батальонов, до поступления предназначенных для этого штурмовых танков M4(105). В этих случаях M7 придавались для усиления танковым или кавалерийским частям и комплектовались экипажами из состава этих родов войск.
На вооружение Корпуса морской пехоты США M7 поступили лишь с принятием 1 мая 1945 года нового штата E-series пехотных полков дивизий морской пехоты. Взвод 105-мм самоходных орудий, насчитывавший 4 САУ и 44 человека личного состава, входил в состав роты пехотного полка. В дивизии, включавшей три пехотных полка, таким образом, насчитывалось 12 САУ, в то время как артиллерийский полк дивизии даже после реорганизации сохранял на вооружении только буксируемые орудия.

## Эксплуатация и боевое применение

### Вторая мировая война

#### США

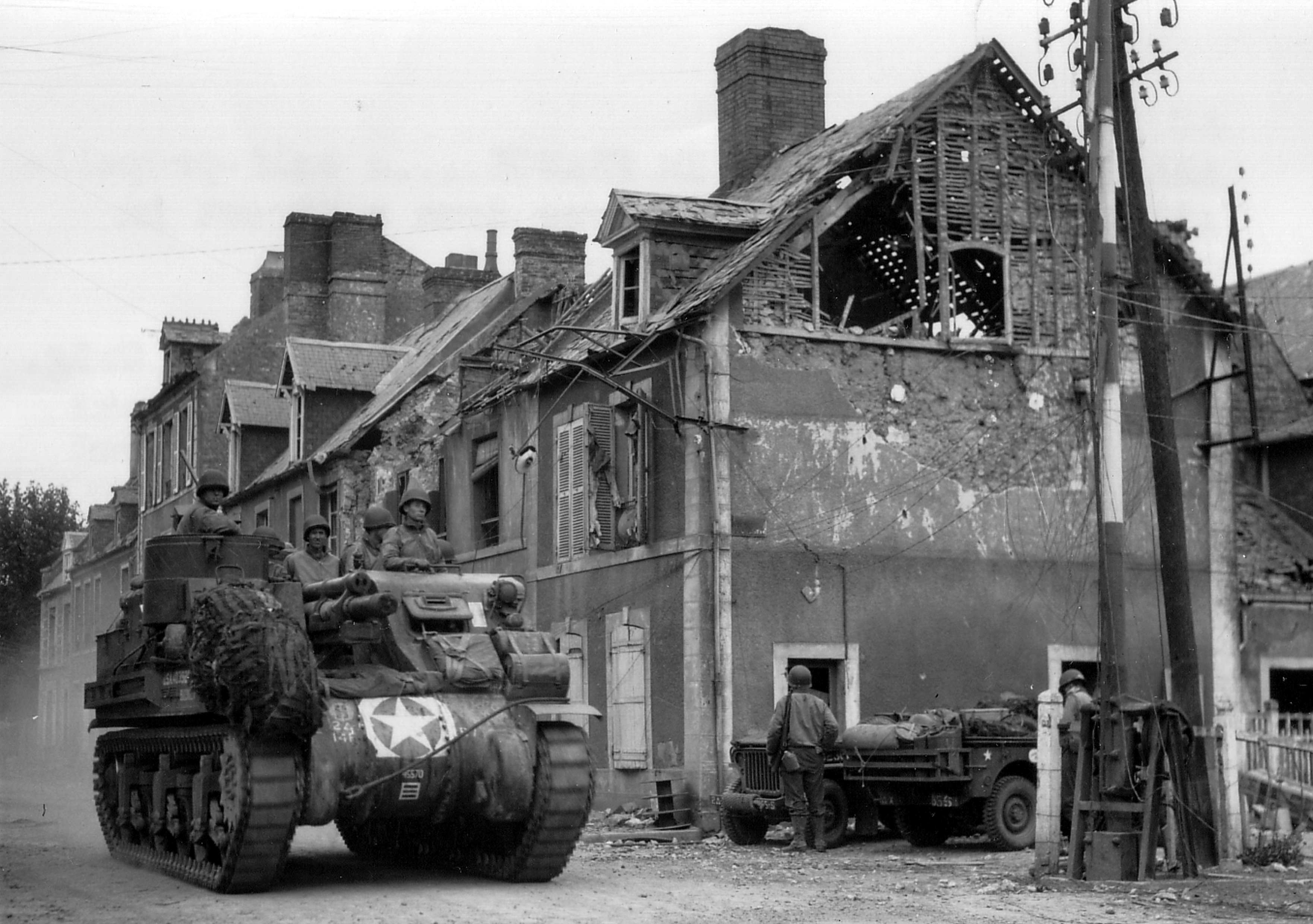
M7 Армии США в ходе Нормандской операции. Карентан, июнь 1944 года

Согласно некоторым источникам, M7 были впервые применены войсками США в бою в ноябре 1942 года в ходе операции «Факел»; достоверно известно о применении M7 в ходе Тунисской кампании в 1942—1943 годах. Вскоре новая САУ полностью заменила в войсках США полугусеничные T19 и заняла роль стандартной лёгкой полевой артиллерии во всех бронетанковых дивизиях. Всего в ходе войны было сформировано около 67 дивизионных и отдельных батальонов, вооружённых M7.
M7 использовались войсками США преимущественно на Итальянском и Западноевропейском театрах военных действий, где действовали 62 из сформированных батальонов, в том числе 48 дивизионных и 14 отдельных. Из числа отдельных батальонов по одному обычно придавалось в боевых операциях 2-й и 3-й бронетанковым дивизиям, сохранившим при реорганизации 1943 года старое, так называемое «тяжёлое», штатное расписание.
M7 получили высокие отзывы в ходе Сицилийской операции, будучи способны высаживаться с десантных кораблей в сравнительно высокой воде, действовать на труднопроходимых пляжах, в том числе на слабых грунтах, и поддерживать войска немедленно после высадки. В ходе высадки в Нормандии 6 июня 1944 года, в секторе «Омаха» два батальона M7, 58-й и 62-й, осуществляли огневую поддержку десанта на раннем этапе высадки, но испытали проблемы с высадкой. Пять из LCT 58-го батальона были потоплены и 7 оставшихся САУ были высажены во второй половине дня, будучи сразу же направлены для поддержки войск в районе Сен-Лорана, а 62-й батальон прибыл только к вечеру и не успел принять участия в бою. Несмотря на использование M7 в основном как мобильной замены буксируемых орудий для огня с закрытых позиций, в тяжёлых боях M7 порой приходилось нести существенные потери. Так, 5-я армия в Италии в период с 11 ноября 1943 по 11 мая 1945 года потеряла 108 M7, в том числе 48 — в период между 26 ноября 1944 и 30 марта 1945 года. В ходе Арденнской операции M7 иногда применялись для прикрытия отступающих войск. В некоторых случаях для усиления огневой мощи батальонов им придавалась батарея буксируемых 155-мм гаубиц.

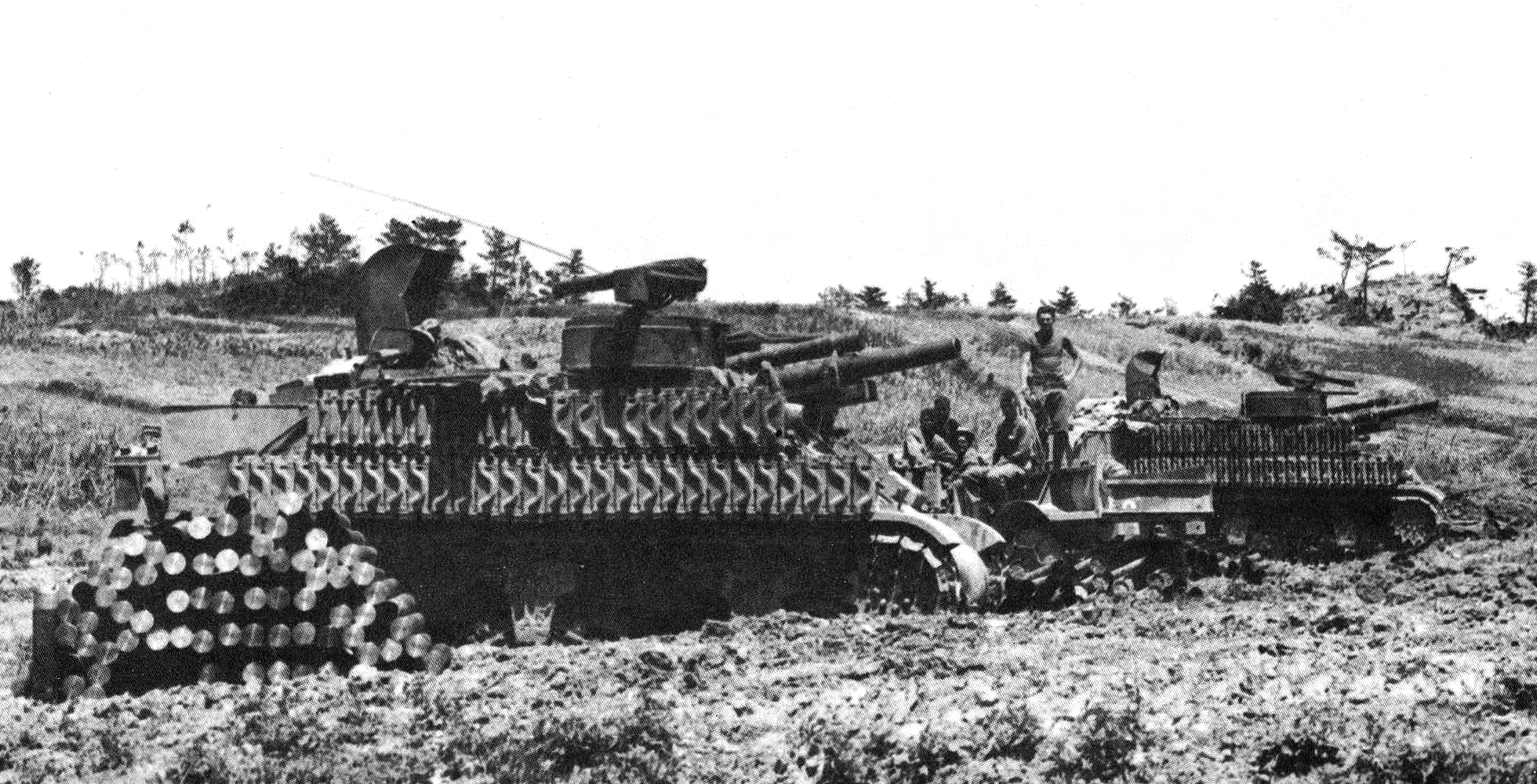
Две M7 1-й дивизии морской пехоты на Окинаве, 12 мая 1945 года. Обе САУ снабжены оборудованием для преодоления глубоких бродов и обвешаны по бортам траками, используемыми в качестве дополнительной брони

M7 применялись также на Тихоокеанском театре военных действий, но из-за характера театра, где сухопутные действия войск США проходили в основном на покрытых джунглями малых островах со слаборазвитой или практически отсутствовавшей дорожной сетью, САУ использовались лишь на позднем этапе войны и в сравнительно малых количествах. На всём Тихоокеанском театре военных действий действовали лишь три батальона M7, все — отдельные, в ходе Филиппинской операции. С другой стороны, на Тихоокеанском театре САУ в 1944—1945 годах пользовались популярностью в ротах полковой артиллерии пехотных дивизий, в отличие от европейских театров, на которых пехота предпочитала буксируемые M3.
Корпусом морской пехоты США M7 эпизодически использовались по меньшей мере с 1944 года. Так, в битве за Эниветок 22-й полк морской пехоты был усилен двумя M7B1 из артиллерийской роты 106-го пехотного полка, 18 февраля 1944 года высаженными на остров Энгеби в первой волне десанта и сыгравшими важную роль в разрушении японских укреплений, действуя в роли штурмовых орудий. Однако в целом принятие морской пехотой M7 на вооружение состоялось только в мае 1945 года. Из-за этого получить новые САУ в ходе войны успели только 1-я и 6-я дивизии морской пехоты, использовавшие их в битве за Окинаву, в основном в роли штурмовых орудий, тогда как полномасштабное перевооружение частей началось только в конце 1945 года. Ещё до окончания Второй мировой войны, в январе 1945 года, с принятием на вооружение САУ M37 и всего «Лёгкого боевого соединения» на базе нового танка M24, M7 была переклассифицирована вооружёнными силами США как «условно стандартная» (англ. substitute standard) с заменой в перспективе на M37. Однако до конца войны M37 в боевые части так и не поступили и суммарный их выпуск из-за её окончания ограничился серией в 150 единиц.
| Список дивизийных батальонов США, вооружённых M7 |                                    |                   |                                                    |
| Дивизия                                          | Самоходно-артиллерийские батальоны | Дата формирования | Кампании                                           |
| 1-я бронетанковая                                | 6-й, 11-й, 14-й                    | 15 июля 1940      | Североафриканская, Итальянская                     |
| 2-я бронетанковая                                | 14-й, 78-й, 92-й                   | 15 июля 1940      | Североафриканская, Сицилийская, Западноевропейская |
| 3-я бронетанковая                                | 54-й, 67-й, 391-й                  | 15 апреля 1941    | Западноевропейская                                 |
| 4-я бронетанковая                                | 22-й, 66-й, 94-й                   | 15 апреля 1941    | Западноевропейская                                 |
| 5-я бронетанковая                                | 47-й, 71-й, 95-й                   | 10 октября 1941   | Западноевропейская                                 |
| 6-я бронетанковая                                | 128-й, 212-й, 231-й                | 15 февраля 1942   | Западноевропейская                                 |
| 7-я бронетанковая                                | 434-й, 440-й, 489-й                | 1 марта 1942      | Западноевропейская                                 |
| 8-я бронетанковая                                | 398-й, 399-й, 405-й                | 1 апреля 1942     | Западноевропейская                                 |
| 9-я бронетанковая                                | 3-й, 16-й, 73-й                    | 15 июля 1942      | Западноевропейская                                 |
| 10-я бронетанковая                               | 419-й, 420-й, 423-й                | 15 июля 1942      | Западноевропейская                                 |
| 11-я бронетанковая                               | 490-й, 491-й, 492-й                | 15 августа 1942   | Западноевропейская                                 |
| 12-я бронетанковая                               | 493-й, 494-й, 495-й                | 15 сентября 1942  | Западноевропейская                                 |
| 13-я бронетанковая                               | 496-й, 497-й, 498-й                | 15 октября 1942   | Западноевропейская                                 |
| 14-я бронетанковая                               | 499-й, 500-й, 501-й                | 15 ноября 1942    | Западноевропейская                                 |
| 16-я бронетанковая                               | 393-й, 396-й, 397-й                | 15 июля 1943      | Западноевропейская                                 |
| 20-я бронетанковая                               | 412-й, 413-й, 414-й                | 15 марта 1943     | Западноевропейская                                 |

#### Другие страны

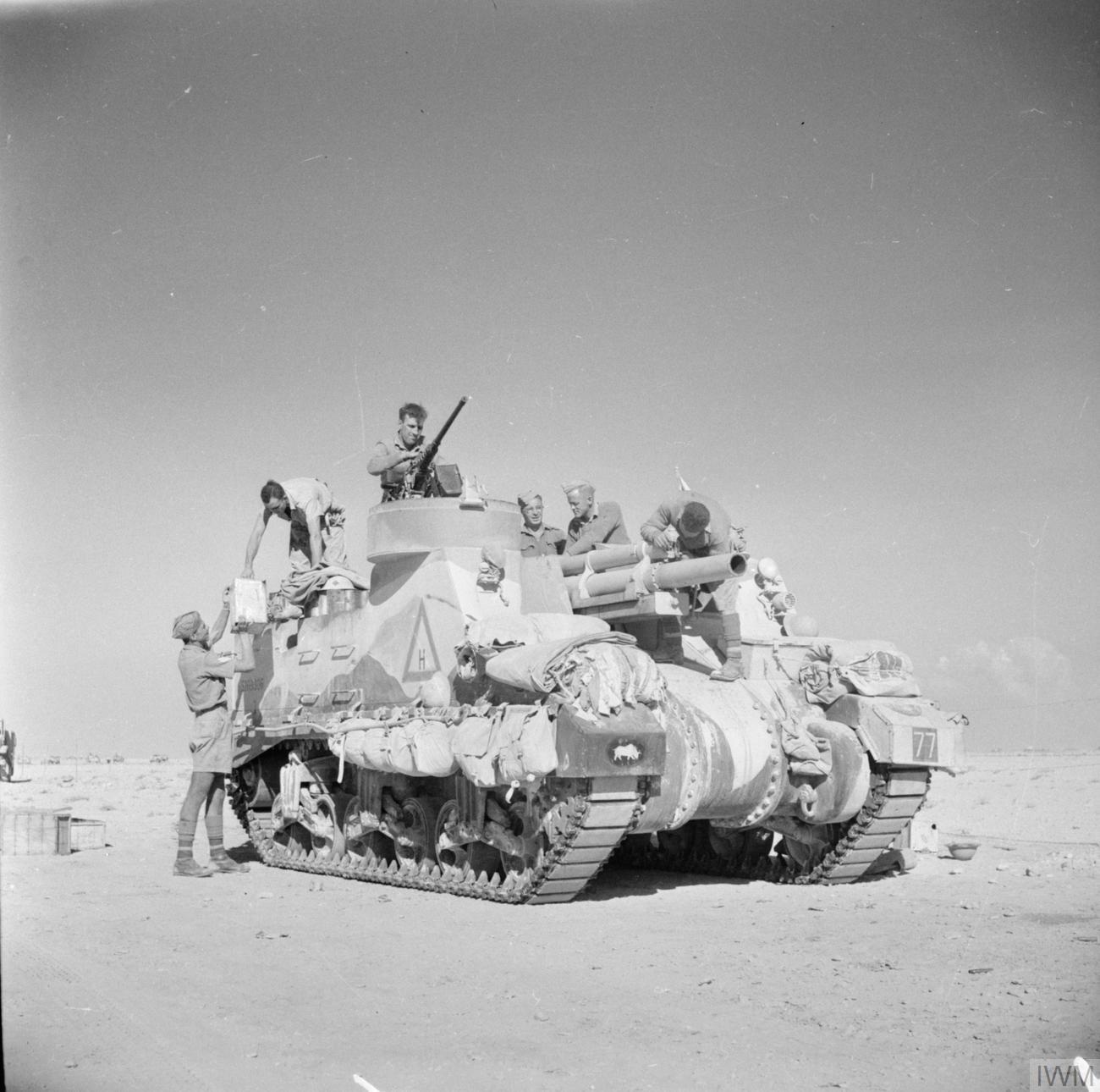
«Прист» 1-й бронетанковой дивизии. Северная Африка, 2 ноября 1942 года

Образцы M7 были проинспектированы британской делегацией в начале 1942 года, после чего Великобританией был немедленно выдан заказ на 2500 САУ с доставкой в течение 1942 года и ещё 3000 — в следующем году. Хотя этот заказ так никогда и не был выполнен США из-за необходимости в первую очередь укомплектовать собственные части, ввиду тяжёлого положения британских войск в Северной Африке, из числа предназначенных для войск США машин для Великобритании была выделена партия из 90 M7, отправленная в начале осени 1942 года. Первая партия M7 прибыла в Египет в сентябре 1942 года, а впервые в боевых условиях САУ были использованы в ноябре 5-м полком Королевской конной артиллерии 23-й бронетанковой бригады 8-й бронетанковой дивизии, во втором сражении при Эль-Аламейне, в котором они сыграли значительную роль.
В британских войсках M7 получила прозвище «Прист» (англ. Priest — «священник») благодаря напоминающему кафедру проповедника спонсону пулемётной установки. Это прозвище впоследствии закрепилось и в качестве официального обозначения САУ в виде 105-mm. SP, Priest. По некоторым данным, это прозвище в годы войны применялось и в войсках США. В дальнейшем на вооружение британских войск в Северной Африке поступило ещё несколько сотен «Пристов», а в общей сложности по программе ленд-лиза Великобритания получила за годы войны 828 M7. Поначалу «Присты» порой вынужденно использовались для непосредственной поддержки пехоты или в роли штурмовых орудий, но увеличение собственной огневой мощи поддерживаемых войск позволило в дальнейшем перевести САУ на роль дивизионной артиллерии. Мобильные M7 активно использовались британскими войсками для поддержки танков в наступлении, в частности, тактика поддержки последних путём установки дымовой завесы при штурме ими германских укреплённых позиций оказалась столь успешной, что треть использовавшихся артиллерией 23-й бронетанковой бригады боеприпасов была дымовыми. M7 активно использовались британскими частями, прежде всего 8-й армией, в ходе Итальянской кампании. В частности, M7 использовались 1-й пехотной дивизией в Анцио-Неттунской операции, в первой волне высадки.

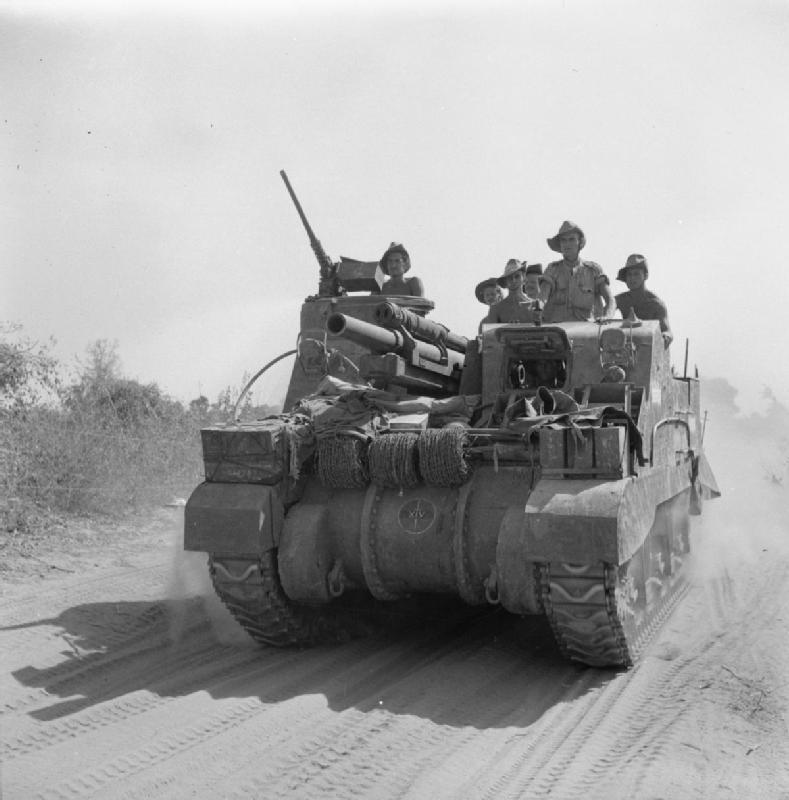
Британский «Прист» в Бирме, 7 марта 1945 года

Частями 21-й группы армий, некоторые из бронетанковых дивизий которой были укомплектованы этими САУ, «Присты» использовались и в ходе высадки в Нормандии летом 1944 года. Так, к началу операции «Пристами» были перевооружены 7, 16 и 33-й артиллерийские полки 3-й пехотной дивизии. Однако вскоре после высадки, по некоторым данным, уже через несколько дней, британскими частями в Нормандии эти САУ были заменены на «Секстоны», в том числе и для того, чтобы освободить каналы поставки 105-мм боеприпасов из США, требовавшихся в первую очередь войскам последних. На других театрах военных действий «Присты» использовались дольше: так, 8-я группа армий сохраняла их в течение всей Итальянской кампании, несмотря на переоборудование части САУ в бронетранспортёры «Кенгуру». В последний раз «Присты» использовались в значительных количествах войсками Британского содружества в Бирманской кампании, в 1945 году.
Единственной другой страной, помимо Великобритании получавшей M7 по программе ленд-лиза, стала Франция. По разным данным, французским войскам было отправлено 179 или 283 САУ, ещё некоторое количество было передано французским частям через каналы снабжения 6-й группы армий США непосредственно в Европе для восполнения боевых потерь. M7 использовались в ходе боёв в Западной Европе в 1944—1945 годах 2-й и 5-й бронетанковыми дивизиями в составе 1-й французской армии.
Также известно об использовании M7 ещё двумя странами, не входившими в число их получателей по программе ленд-лиза. Некоторое количество M7 было передано канадским войскам, в частности, 3-й пехотной дивизии, в начале сентября 1943 года заменившей свои буксируемые орудия на САУ при подготовке к высадке в Нормандии. Предполагалось, что более тяжёлые САУ смогут обеспечить сравнительно эффективную стрельбу непосредственно с борта десантных кораблей в ходе артиллерийской подготовки перед высадкой, кроме того, большая гибкость регулируемого заряда 105-мм гаубицы, по сравнению со стандартной 88-мм пушкой-гаубицей стран Британского содружества, обеспечивала бо́льшие возможности для обстрела береговых целей. Всего в высадке в секторе «Джуно» приняли участие четыре вооружённых M7 канадских артиллерийских полка: 12, 13, 14 и 19-й, насчитывавшие по 16 САУ в четырёх взводах; каждый взвод вместе со всем имуществом перевозился в отдельном LCT. Канадские M7 активно использовались в ходе высадки, но впоследствии, в ходе подготовки к прорыву из Нормандии они были вновь заменены буксируемыми британскими пушками-гаубицами, так как последние имели бо́льшую дальность стрельбы и скорострельность, а также, как считалось, обеспечивали лучшую тактическую гибкость. Также известно, что ещё до окончания войны, в апреле 1945 года, силам Народно-освободительной армии Югославии было передано некоторое количество M7. Установки поступили на вооружение самоходно-артиллерийских батальонов 2-й и 4-й армий, в которых насчитывалось, соответственно, 7 и 9 M7, помимо некоторого количества M8. Несмотря на позднее поступление материальной части, батальон 4-й армии с 27 апреля активно участвовал в боях в районе Риеки.

### Послевоенный период

#### США

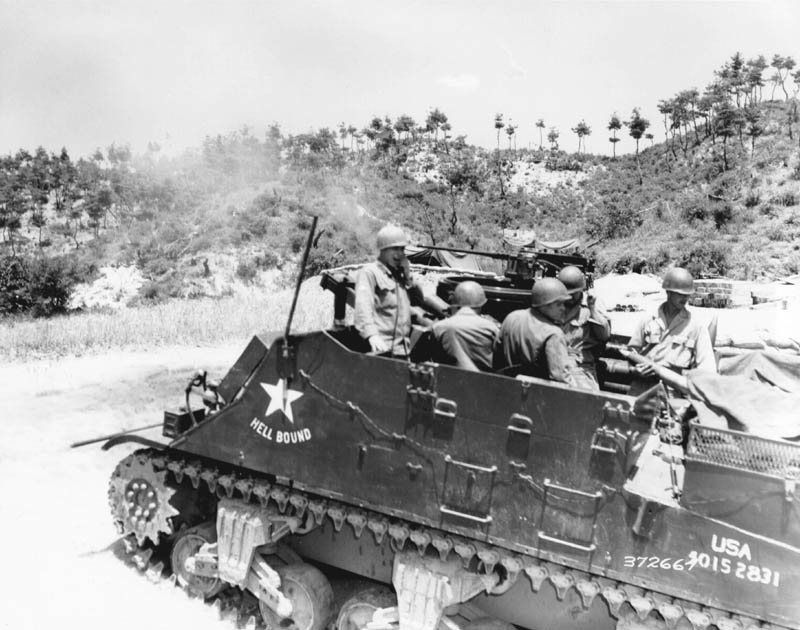
M7 300-го самоходно-артиллерийского батальона ведёт огонь по китайским позициям. Корея, 1 июля 1951 года

Так как запланированная замена их на M37 осуществлена не была, M7, хотя и в постепенно уменьшавшемся количестве, в послевоенный период оставались на вооружении войск США, преимущественно в резерве и частях Национальной гвардии. Единственным послевоенным конфликтом, в котором M7 применялись войсками США, стала Корейская война. Направленная в Корею 8-я армия США к началу войны вовсе не имела требуемых доктриной отдельных батальонов корпусной артиллерии, а дивизионная артиллерия входивших в её состав пехотных и кавалерийских дивизий в 105-мм калибре была представлена в основном буксируемыми орудиями и несколькими батальонами САУ M37. Общевойсковой резерв США вследствие послевоенных бюджетных ограничений содержал лишь 4 батальона 105-мм гаубиц, из которых в Корею был отправлен лишь один батальон САУ, поэтому для вооружения 8-й армии были в августе — сентябре 1950 года мобилизованы части Национальной гвардии Армии США, из состава которых в Корею были направлены ещё 5 батальонов 105-мм САУ.
Первые из мобилизованных батальонов прибыли в Корею в феврале 1951 года, а всего в ходе войны 8-я армия располагала четырьмя отдельными батальонами самоходной полевой артиллерии, вооружёнными M7: 176, 213, 300 и 987-м. Так как мобилизованные из Национальной гвардии артиллерийские подразделения имели сравнительно невысокий общий уровень боеготовности и не успели до отправки в Корею завершить курс боевой подготовки, 8-й армией для избежания растраты ценного ресурса была организована дополнительная подготовка прибывших батальонов, под наблюдением офицеров из штаба корпусной артиллерии. Подготовка большинства батальонов продолжалась в течение трёх-четырёх недель, после чего в конце марта все батальоны были отправлены на фронт, за исключением 300-го, не сумевшего сдать тренировочный курс и отправленного лишь после успешной повторной сдачи 9 мая.

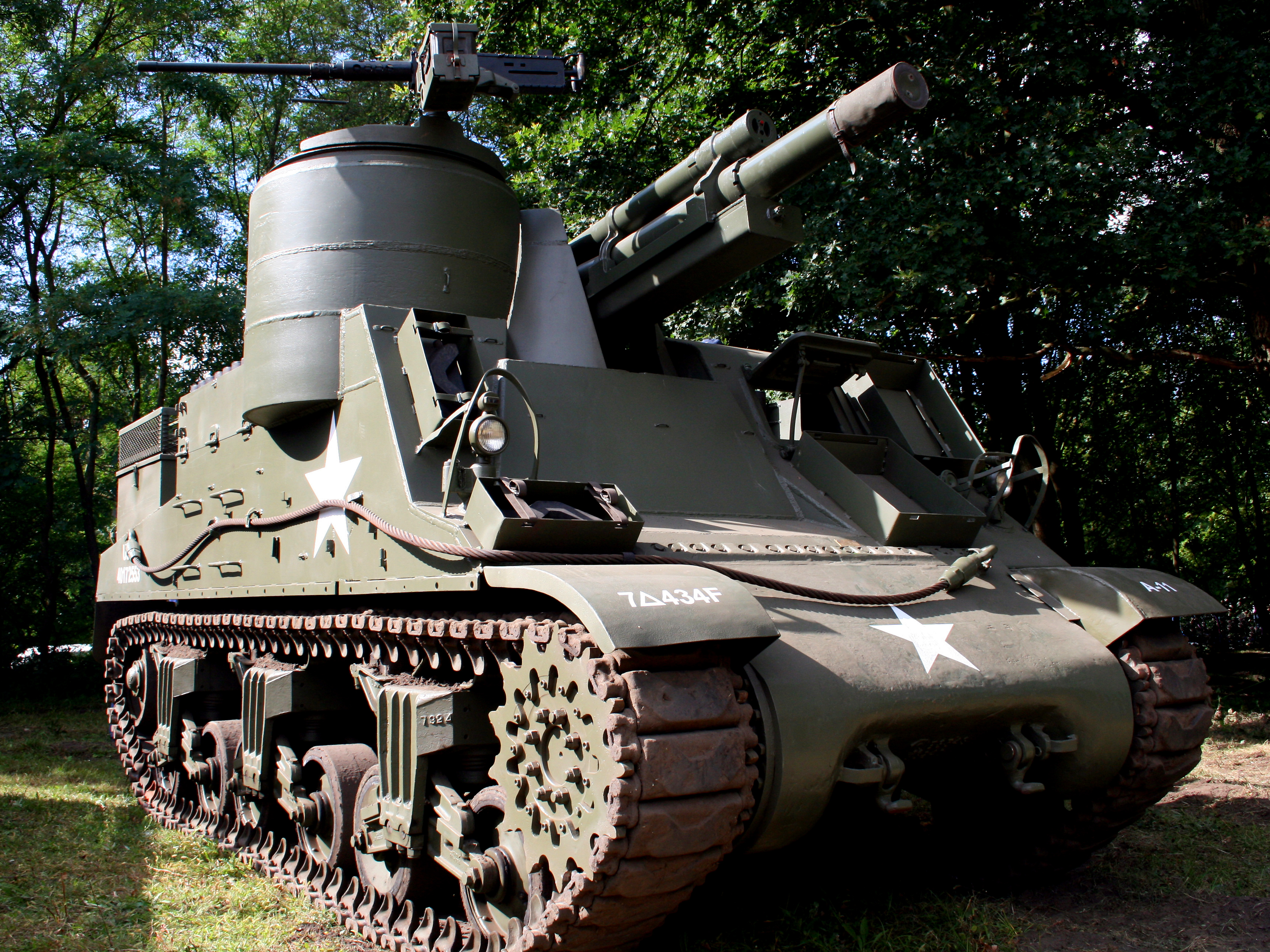
САУ M7B2, одна из модернизированных в ходе Корейской войны

176-й и 300-й батальоны были с 18 и 21 февраля, соответственно, приданы 1-му корпусу, тогда как 213-й и 987-й батальоны по прибытии были приданы 9-му корпусу. Все четыре батальона приняли активное участие в отражении китайского контрнаступления в апреле — мае 1951 года. 176-й батальон в составе 1-го корпуса закрепился на подступах к Сеулу в конце апреля и при отражении наступления действовал в секторе 25-й пехотной дивизии, сыграв значительную роль в устранении прорыва в зоне турецкой бригады. 213-й батальон с 7 по 23 апреля осуществлял поддержку 1-й дивизии морской пехоты и 6-й южнокорейской пехотной дивизии, 24—28 апреля — 27-й бригады Британского Содружества, а с 28 апреля — 24-й пехотной дивизии. 987-й батальон первоначально был придан для усиления 6-й корейской дивизии, но после её разгрома был передан 1-й дивизии морской пехоты.
Из-за меньшей дальности стрельбы M7 по сравнению со 155-мм и 203-мм орудиями корпусной артиллерии, САУ обычно приходилось выдвигаться ближе к линии фронта, что порой побуждало командиров поддерживаемых частей использовать M7 в роли штурмовых орудий. В некоторых случаях M7 также использовались в арьергарде: так, 987-й батальон прикрывал отход 1-й дивизии морской пехоты 24 апреля, а 213-й батальон дважды прикрывал отход 27-й британской бригады и один раз — 24-й пехотной дивизии. Несмотря на ряд опасных ситуаций, существенные потери в ходе операции понёс лишь 987-й батальон, который 22 апреля был вынужден при отступлении бросить 9 из своих САУ, которые несмотря на неоднократные попытки, отбить в дальнейшем не удалось. Из-за отсутствия доступных M7, потери батальона были в первую неделю мая были восполнены за счёт буксируемых орудий.
После Корейской войны M7 оставались на вооружении США по меньшей мере ещё в течение нескольких лет, так в частности, некоторое количество этих САУ, предположительно, из частей Национальной гвардии, использовалось в масштабных учениях «Сейджбраш» (англ. Sagebrush), проведённых осенью 1955 года. Однако к этому времени в войска уже начали массово поступать предназначенные для полной замены установок военного периода САУ нового поколения — M52 и M44.

#### Другие страны

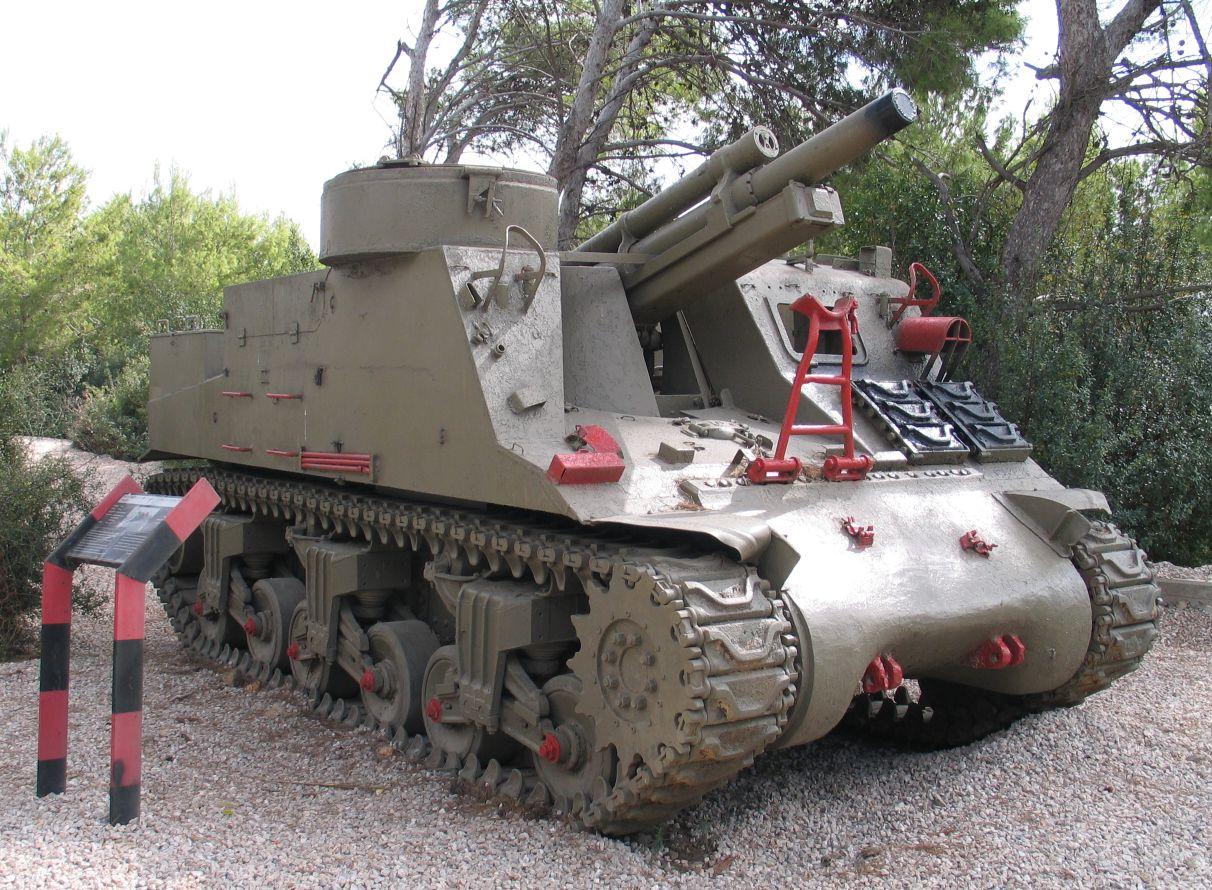
Израильская M7 в музее Бейт Ха-Тотхан

В послевоенный период M7 массово поставлялись союзникам США в рамках различных программ военной помощи. После вытеснения Гоминьдана на Тайвань в 1949 году, в ходе воссоздания вооружённых сил Китайской Республики, им в 1961—1962 годах было передано 100 M7 из излишков вооружённых сил США. По имеющимся сведениям, в боевых действиях между Китайской Республикой и КНР эти САУ не использовались. 150 M7 в 1955—1956 годах получил Пакистан, использовавший их во Второй и Третьей войнах с Индией в 1965 и 1971 годах, к 1981 году эти САУ были выведены в резерв. Израиль, в рамках программы по переводу всей артиллерии на самоходные шасси, в 1961—1962 годах приобрёл 100 прошедших капитальный ремонт M7. Известно, что M7 использовались в войне 1967 года, но после неё были переоборудованы в другие специализированные машины, в частности в 160-мм самоходные миномёты.
Бельгия в 1951 году получила 20 M7 и M7B2, а также возможно M7B1, остававшихся на вооружении до 1964 года. Норвегия в 1957 году сформировала одну опытную батарею из четырёх M7, остававшихся на хранении с 1945 года, а в 1960 году в рамках программы военной помощи получила от Франции ещё 22 прошедших капитальный ремонт M7. Первоначально планировалось вооружить M7 две батареи самоходно-артиллерийского батальона в составе бригады «Север», но из-за плохого технического состояния установок, была сформирована лишь одна батарея из восьми САУ, а остальные машины были пущены на запасные части к ним. M7 оставались на вооружении Норвегии до 1969 года, когда они были заменены на современные САУ M109.
Аргентина в 1950 году приобрела 6 M7B1, впоследствии модернизированных и остававшихся на вооружении по меньшей мере до 1980-х годов.
В 1951—1958 гг. 56 шт. M7 по программе военной помощи получила Югославия, сохранявшая их на вооружении до начала 1980-х годов, когда устаревшие САУ были заменены советскими 2С1. 24 M7 в 1951 году приобрела Бразилия; по данным Международного института стратегических исследований, некоторое количество M7 всё ещё, по состоянию на 2010 год, остаётся на вооружении в этой стране. Помимо этого, M7 в разное время состояла на вооружении ФРГ, Иордании, Италии, Португалии, Турции и ЮАР.

## Оценка проекта

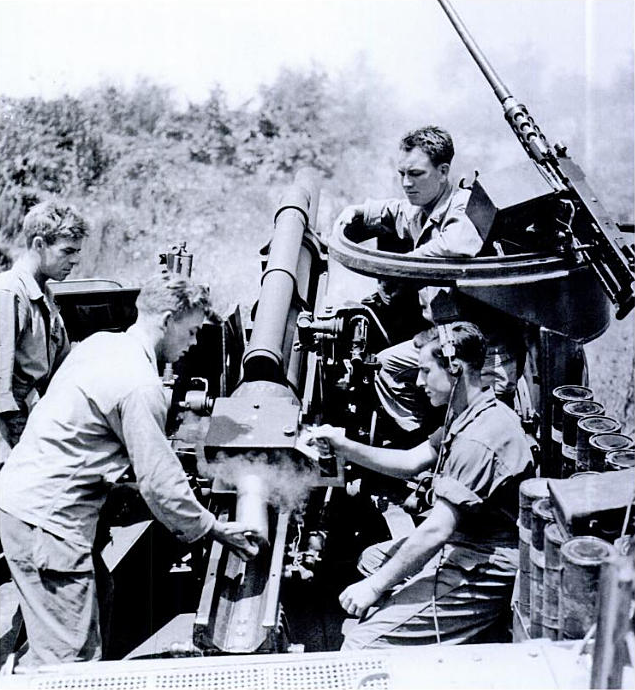
M7 на тренировочной стрельбе. Италия, август 1944 года

M7 являлась основной и важнейшей САУ США на протяжении Второй мировой войны, наиболее многочисленной самоходной гаубицей в мире и одной из самых многочисленных САУ в целом этого периода. Объёмы производства M7 позволили США перевооружить ею все танковые дивизии, полностью переведя их артиллерийский компонент на самоходные шасси. Высокую оценку самоходной артиллерии танковых дивизий США даёт и С. Залога, по данным которого, их превосходство над германской самоходной артиллерией признавалось и самими немцами. Помимо эффективности собственно M7, важнейшим фактором эффективности самоходно-артиллерийских батальонов США являлась их организация и ряд ключевых нововведений, таких как интегрированная служба воздушной разведки и корректировки огня и центры управления огнём, позволявшие в некоторых случаях оперативно концентрировать на точечной цели огонь артиллерии целого корпуса.

### Конструкция
Среди основных недостатков M7, относившихся к конструкции собственно САУ, специалистами отмечаются прежде всего два. Бесспорным недостатком M7 являлся недостаточный угол возвышения гаубицы, что ограничивало дальность стрельбы и тактические возможности установки, либо требовало для достижения бо́льших углов возвышения специальных мер, таких как оборудование огневых позиций на обратных склонах высот. Хотя на этапе проектирования M7 это представлялось Бронетанковому комитету менее важным, чем уменьшение высоты САУ, практика боевого применения M7 показала, что в ряде случаев, прежде всего в гористом ландшафте Италии и Кореи, этот недостаток проявлялся как существенный. Ограниченные углы горизонтального наведения M7, хотя и свойственные почти всем самоходным гаубицам того периода, также отмечаются в качестве недостатка: если буксируемые орудия при необходимости переброски огня за пределы их углов горизонтальной наводки могли быть развёрнуты на месте, то самоходной M7 для этого приходилось полностью выезжать с огневой позиции и занимать её заново, что отнимало время и разрушало маскировку.
Ряд специалистов также отмечают как недостаток M7 сравнительно лёгкое вооружение для столь большого и тяжёлого шасси, как M3/M4, однако существует и противоположная точка зрения — что благодаря этому M7 обладала лучшей надёжностью, чем многие из импровизированных самоходных гаубиц периода Второй мировой войны, отличавшиеся перегруженностью. Кроме того, выбор вооружения M7 определялся соображениями скорейшего запуска САУ в производство и использования имеющихся компонентов. 105-мм гаубица M2 являлась стандартной артиллерией танковых дивизий, тогда как единственными реальными альтернативами ей, причём не использовавшимися в танковых дивизиях, являлись лишь вдвое более тяжёлые 114-мм пушка и 155-мм гаубица. Тем не менее, разрушительная сила снаряда или дальность стрельбы 105-мм САУ была сочтена командованием Армии США всё же недостаточной, так как сразу после войны в состав танковых дивизий было решено ввести 155-мм самоходные гаубицы, роль которых должны были выполнить M41.
Высокую оценку во многих источниках получала и надёжность M7. В частности, в одном из докладов Военной разведки Армии США, приводится следующий отзыв неназванного в источнике генерала:

За те 63 дня, что мы используем M7 в бою, лишь немногие из них вышли из строя по техническим причинам. Благодаря своей превосходной подвижности на пересечённой местности, они оказались очень полезны, особенно в Шербурской кампании и последующем прорыве. Эти САУ нравятся как мне, так и моим солдатам.
Оригинальный текст (англ.)We have been in combat 63 days with the M7s and during that time we have had very few weapons out on account of motor trouble. Their extreme mobility has been very useful in the terrain and especially during the Cherbourg campaign and the breakthrough. I like them and the men like them.

В качестве недостатка M7 также упоминается низкая защищённость, ограничивавшаяся открытым боевым отделением и низкими бортовыми и кормовыми листами рубки, однако последний недочёт был исправлен введением откидных броневых щитков, а открытое боевое отделение, за отдельными исключениями, было свойственно всем самоходным гаубицам Второй мировой войны. Требование по обеспечению полностью бронированного боевого отделения самоходных гаубиц было выдвинуто лишь в послевоенный период, и прежде всего как результат появления РЛС артиллерийской разведки, резко повысивших эффективность контрбатарейного огня и вероятность поражения САУ осколками от наземного или воздушного разрыва. Помимо этого, в войсках как недостаток M7 отмечались её значительные размеры, крайне затруднявшие маскировку САУ на позиции, при низкой эффективности штатной маскировочной сети.

### Сравнение с аналогами

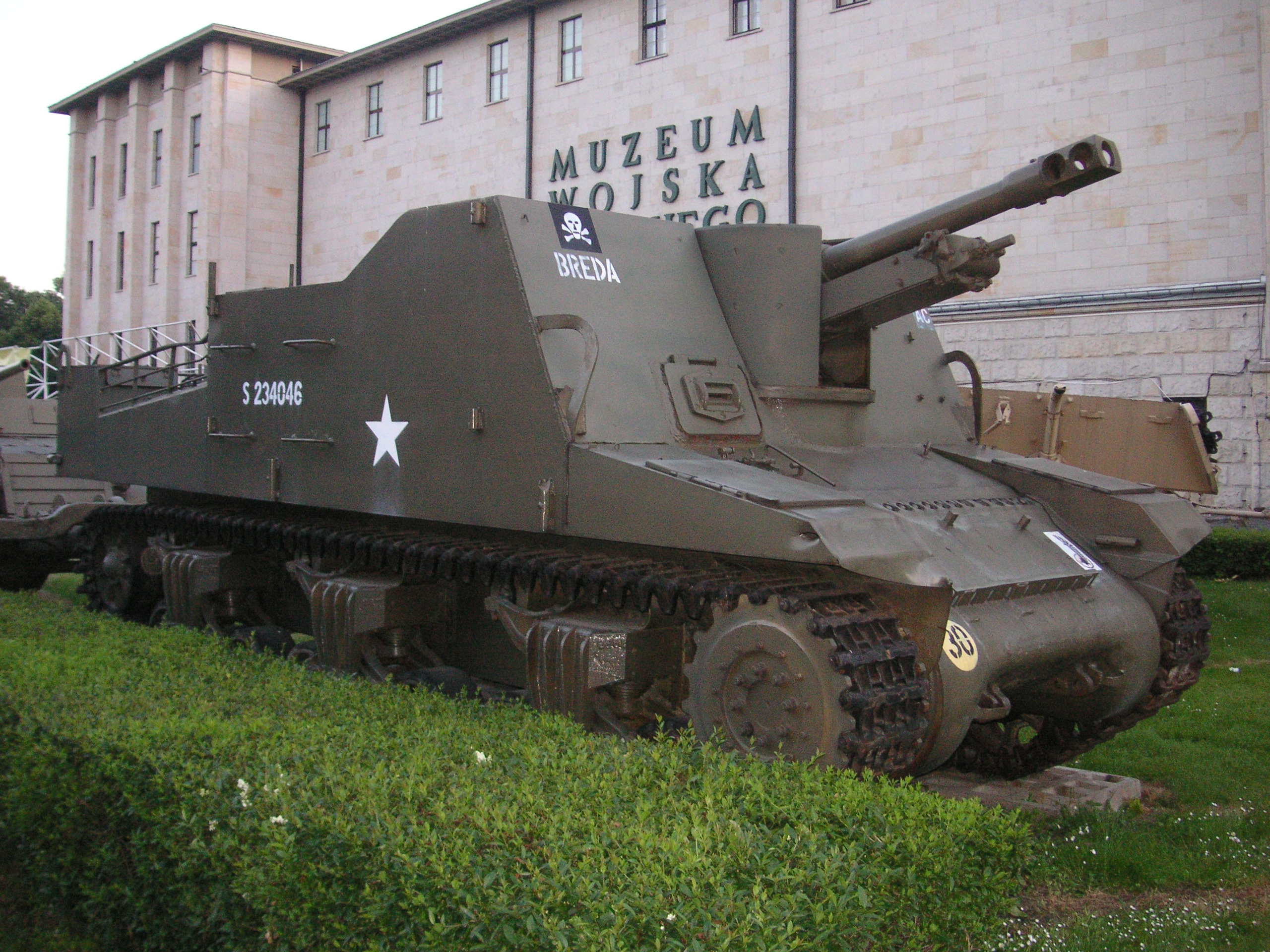
САУ «Секстон»

Помимо США, аналогичные САУ класса самоходных гаубиц массово производились Канадой и Германией. В Канаде выпускалась САУ «Секстон», являвшаяся адаптацией общей конструктивной схемы M7 к шасси среднего танка «Рэм», в свою очередь созданного на базе танка M3. «Секстон» отличался от M7 в основном заменой 105-мм гаубицы на стандартную британскую дивизионную 88-мм пушку-гаубицу QF 25 pounder и 12,7-мм пулемёта — на два 7,7-мм пулемёта на шкворневых установках, и, будучи выпущен в количестве 2150 единиц в 1943—1945 годах, стал стандартной САУ стран Британского содружества. Великобританией была также в 1942 году выпущена малой серией САУ «Бишоп», представлявшая собой установку QF 25 pounder в закрытой рубке на подвергшемся минимальным переделкам шасси лёгкого танка, но эта машина оказалась малоудачной и уже с 1943 года использовалась лишь в учебно-тренировочных целях.

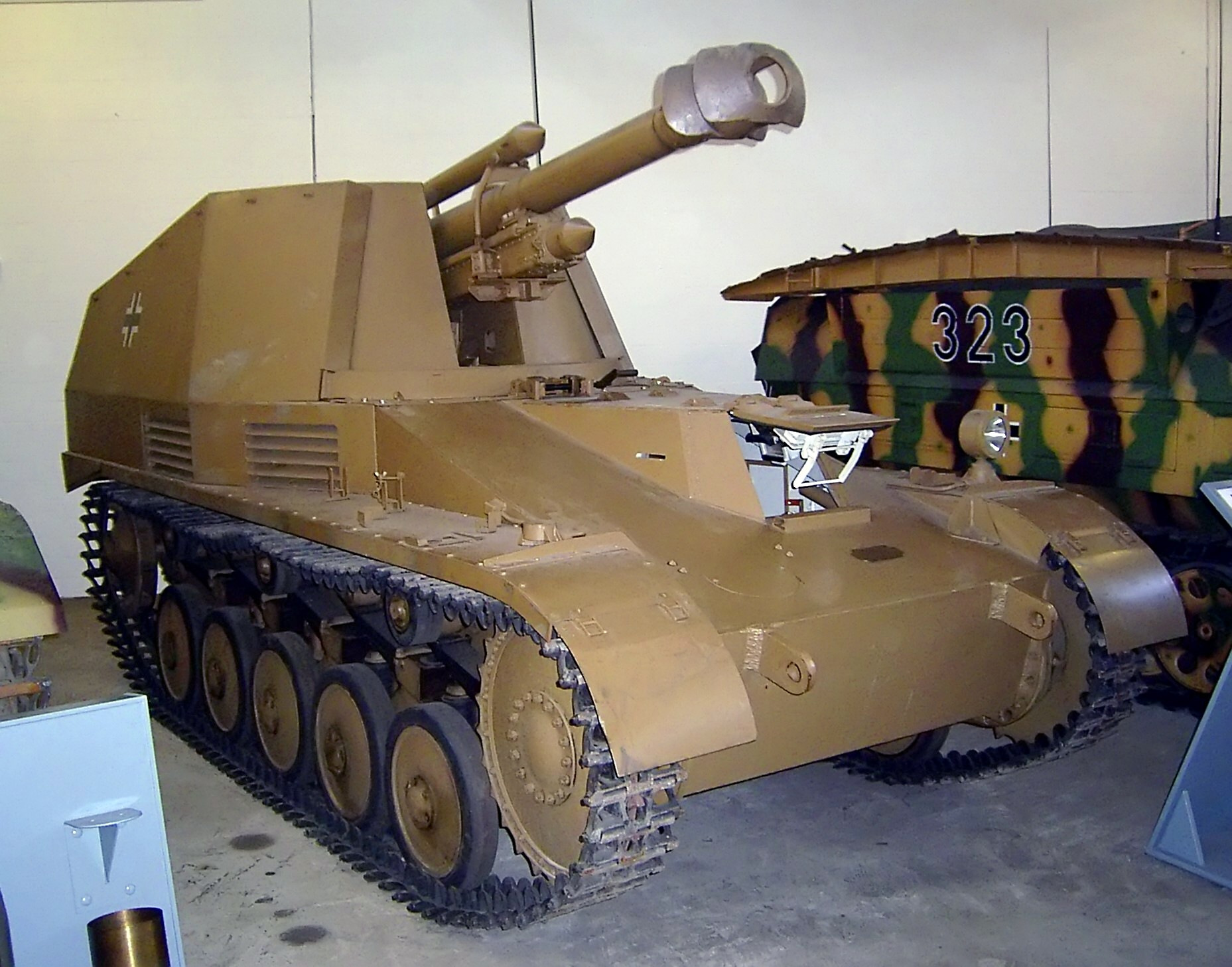
САУ «Веспе»

В Германии в годы войны серийно выпускалось более десятка образцов самоходных гаубиц, большинство из которых представляли собой переделки разнотипной устаревшей лёгкой бронетехники, часто трофейной, использовавшие 105-мм лёгкую гаубицу le.F.H.18, тяжёлую пехотную 150-мм гаубицу s.I.G.33 или различные устаревшие орудия, и выпускались сериями не более нескольких десятков единиц. Аналогами M7, выполнявшими роль мобильной артиллерии танковых и моторизованных дивизий, являлись САУ «Веспе» и «Хуммель».

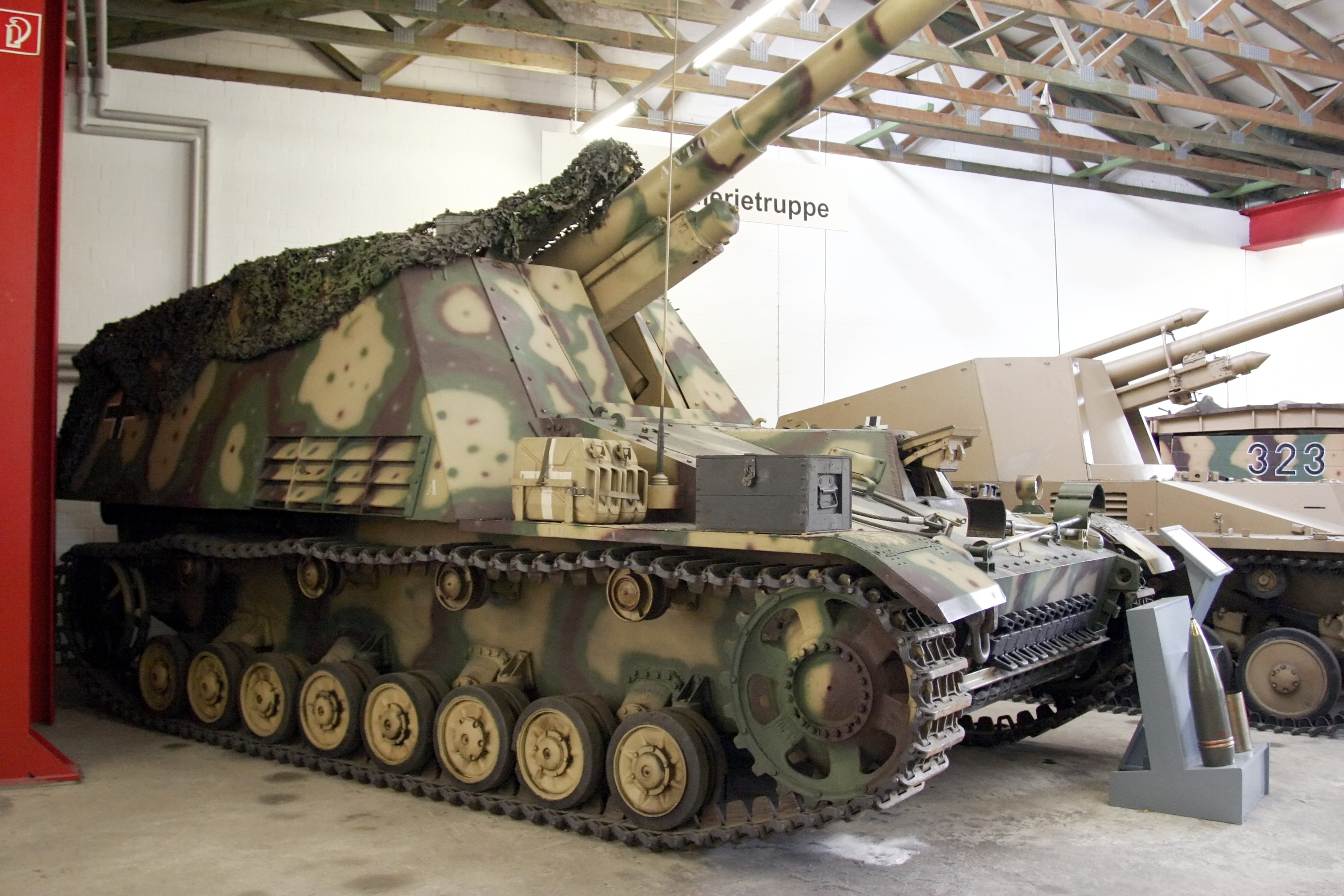
САУ «Хуммель»

«Веспе», созданная на перекомпонованном по переднемоторной схеме шасси устаревшего лёгкого танка Pz II, была выпущена в количестве 676 единиц в 1943—1944 годах. По параметрам артиллерийской части «Веспе» была близка к M7, имея при этом вдвое меньшую массу, но отличалась меньшей численностью экипажа и вдвое меньшим возимым боекомплектом. «Хуммель» использовала специальное шасси G.W.III/IV, созданное на основе агрегатов серийных танков Pz III и Pz IV, и при близкой к M7 массе вооружалась тяжёлой 150-мм гаубицей s.F.H.18. 724 САУ «Хуммель», выпущенные с 1943 по 1945 год, составили вместе с «Веспе» около 2/3 от общего количества самоходных гаубиц Германии. Около половины остальных САУ приходилось на «Грилле», представлявшие собой установку 150-мм пехотного орудия s.I.G.33 на шасси лёгкого танка; хотя эти машины и были способны вести стрельбу с закрытых позиций с углами возвышения до 73°, максимальная дальность стрельбы их составляла лишь 4,7 км и организационно они выполняли иную роль, поступая на вооружение рот пехотных орудий.
В Японии во Второй мировой войне выпускались самоходные гаубицы «Хо-Ни II» и «Хо-Ро», представлявшие собой установку, соответственно, 105-мм гаубицы и устарелой 150-мм гаубицы на шасси лёгкого танка, но их выпуск был незначительным даже по меркам японского танкостроения того периода — соответственно, 62 и 12 единиц. Другие страны-производители бронетехники самоходных гаубиц, аналогичных M7 не имели, ограничиваясь выпуском штурмовых орудий, которые могли выполнять функции самоходных гаубиц лишь со значительными ограничениями.
| Сравнение основных характеристик самоходных гаубиц периода Второй мировой войны |                                                 |                                                  |                                                  |                                                  |                                             |                                                 |                                                  |                                              |                                                  |
|                                                                                 | M7                                              | «Веспе»                                          | «Хуммель»                                        | Semovente da 105/25                              | «Хо-Ни II»                                  | «Секстон»                                       | «Бишоп»                                          | СУ-122                                       | СГ-122                                           |
| Общие данные                                                                    |                                                 |                                                  |                                                  |                                                  |                                             |                                                 |                                                  |                                              |                                                  |
| Экипаж, в том числе заряжающих                                                  | 6—7 (3)                                         | 4                                                | 6                                                | 3 (1)                                            | 5                                           | 6                                               | 4                                                | 5 (2)                                        | 5 (2)                                            |
| Боевая масса, т                                                                 | 22,9                                            | 11,0                                             | 24,0                                             | 15,7                                             | 16,3                                        | 25,8                                            | 17,5                                             | 29,6                                         | 23,6                                             |
| Ширина, м                                                                       | 2,87                                            | 2,28                                             | 2,97                                             | 2,42                                             | 2,29                                        | 2,72                                            | 2,62                                             | 3,00                                         | 2,91                                             |
| Высота, м                                                                       | 2,95                                            | 2,30                                             | 2,81                                             | 1,74                                             | 2,39                                        | 2,44                                            | 2,77                                             | 2,24                                         | 2,25                                             |
| Вооружение                                                                      |                                                 |                                                  |                                                  |                                                  |                                             |                                                 |                                                  |                                              |                                                  |
| Марка гаубицы                                                                   | 105-мм M2A1                                     | 105-мм le.F.H.18M                                | 150-мм s.F.H.18/1                                | 105-мм Mod. 105/25                               | 105-мм Тип 91                               | 88-мм пушка-гаубица QF 25 pounder               | 88-мм пушка-гаубица QF 25 pounder                | 122-мм М-30                                  | 122-мм М-30                                      |
| Возимый боекомплект гаубицы                                                     | 69                                              | 32                                               | 18                                               | 48                                               | 20                                          | 105                                             | 49                                               | 40                                           | 50                                               |
| Тип выстрелов                                                                   | полуунитарный                                   | раздельно-гильзовый                              | раздельно-гильзовый                              | н/д                                              | н/д                                         | раздельно-гильзовый                             | раздельно-гильзовый                              | раздельно-гильзовый                          | раздельно-гильзовый                              |
| Углы вертикального наведения гаубицы, град                                      | −5…+35                                          | −5…+42                                           | −3…+42                                           | −10…+16                                          | н/д…+22                                     | −9…+40                                          | −7…+15                                           | −3…+25                                       | −3…+25                                           |
| Углы горизонтального наведения гаубицы, град                                    | −15…+30                                         | ±17                                              | ±15                                              | ±18                                              | ±5                                          | −25…+15                                         | ±7,5                                             | ±10                                          | ±10                                              |
| Максимальная дальность стрельбы, км                                             | 10,42                                           | 10,65                                            | ~13                                              | н/д                                              | 9,00                                        | н/д                                             | 8,00                                             | 8,00                                         | 8,00                                             |
| Вес осколочно-фугасного снаряда, кг                                             | 14,95                                           | 14,81                                            | 43,5                                             | н/д                                              | 15,77                                       | 11,33                                           | 11,33                                            | 21,7                                         | 21,7                                             |
| Пулемёты                                                                        | 1 × 12,7-мм M2 HB                               | 1 × 7,92-мм MG-34                                | 1 × 7,92-мм MG-34                                | 1 × 8-мм Breda 38                                | —                                           | 2 × 7,7-мм «Брен»                               | —                                                | —                                            | —                                                |
| Бронирование, мм                                                                |                                                 |                                                  |                                                  |                                                  |                                             |                                                 |                                                  |                                              |                                                  |
| Лоб корпуса                                                                     | 91—114                                          | 23—31                                            | 32                                               | 87                                               | 28                                          | 91—114                                          | 60—64                                            | 64                                           | 35-50                                            |
| Лоб рубки                                                                       | 15                                              | 11                                               | 13                                               | 75                                               | 25                                          | 21                                              | 51                                               | 70                                           | 35-50                                            |
| Борт корпуса                                                                    | 38                                              | 15                                               | 20                                               | 25                                               | 20—26                                       | 38                                              | 60                                               | 30                                           | 35-50                                            |
| Борт рубки                                                                      | 13                                              | 10                                               | 10                                               | 47                                               | 12                                          | 13                                              | 25                                               | 25—35                                        | 35-50                                            |
| Крыша рубки                                                                     | открытая                                        | открытая                                         | открытая                                         | 15                                               | открытая                                    | открытая                                        | 13                                               | 20                                           | 35-50                                            |
| Подвижность                                                                     |                                                 |                                                  |                                                  |                                                  |                                             |                                                 |                                                  |                                              |                                                  |
| Тип двигателя                                                                   | карбюраторный, воздушного охлаждения, 400 л. с. | карбюраторный, жидкостного охлаждения, 140 л. с. | карбюраторный, жидкостного охлаждения, 300 л. с. | карбюраторный, жидкостного охлаждения, 185 л. с. | дизельный, воздушного охлаждения, 170 л. с. | карбюраторный, воздушного охлаждения, 460 л. с. | дизельный, жидкостного охлаждения, 130 л. с.     | дизельный, жидкостного охлаждения, 500 л. с. | карбюраторный, жидкостного охлаждения, 265 л. с. |
| Удельная мощность, л. с./т                                                      | 17,5                                            | 12,7                                             | 12,5                                             | 11,8                                             | 10,4                                        | 17,8                                            | 7,41                                             | 16,9                                         | 11,2                                             |
| Тип подвески                                                                    | сблокированная попарно на спиральных рессорах   | индивидуальная на листовых рессорах              | сблокированная попарно на листовых рессорах      | сблокированная по четыре на листовых рессорах    | подвеска Хара                               | сблокированная попарно на спиральных рессорах   | сблокированная по три на горизонтальных пружинах | подвеска Кристи                              | индивидуальная торсионная                        |
| Максимальная скорость по шоссе                                                  | 34—39                                           | 40                                               | 42                                               | 38                                               | 38                                          | 34—39                                           | 32                                               | 55                                           | 50                                               |
| Запас хода по шоссе                                                             | 190                                             | 220                                              | 215                                              | 180                                              | н/д                                         | 200                                             | 150                                              | 600                                          | 180                                              |
| Удельное давление на грунт, кг/см²                                              | 0,73                                            | 0,76                                             | 0,82                                             | н/д                                              | н/д                                         | 0,88                                            | н/д                                              | 0,68                                         | н/д                                              |

### Сноски
1. ↑  Соответственно, полная и полезная мощность двигателя
2. 1 2 3  Соответственно, поддерживаемая длительное время и достижимая кратковременно
3. ↑  Соответственно, по полной и полезной мощности двигателя
4. ↑  В боекомплект базового полевого орудия входили также два других варианта снаряда M60: дымовой, снаряжённый действующим веществом на основе хлорсульфоновой кислоты, и химический, снаряжённый ипритом «H», совместимые с орудием САУ
5. ↑  Для базового орудия, без учёта ограничений по углу возвышения реальной САУ, снижавших дальность
6. ↑  59,5 % гексогена, 39,5 % тринитротолуола и 1 % флегматизатора в виде парафина
7. ↑  Мгновенное действие либо задержка, устанавливаемая на заводе для разных партий в 0,05 или 0,15 секунд.
8. 1 2 3  Мгновенное действие либо регулируемая задержка до 25 секунд.
9. 1 2 3 4  На максимальном заряде
10. 1 2  Головной взрыватель мгновенного действия
11. 1 2  В зависимости от используемого определяющего цвет состава
12. ↑  На примере танка M3, имеющего практически идентичное моторное отделение
13. ↑  Часто также называющихся вертикальными пружинами
14. 1 2  «Секстоны» более соответствовали требованиям британской армии из-за вооружения стандартной британской 88-мм пушкой-гаубицей QF 25 pounder, в то время как для M7 требовалась отдельная поставка 105-мм боеприпасов из США
15. ↑  За вычетом переданных по программе ленд-лиза M7
16. ↑  При этом отдельные части с этим штатом вместо предписанных M7 сохраняли на вооружении полугусеничные T12 и T19
17. ↑  По старому штату TOE 17 от 1 марта 1942 года, в дивизии насчитывалось 14 680 человек и 390 танков, тогда как по введённому в 1943 году штату — 10 616 человек и 269 танков
18. ↑  В эту цифру могут не входить допоставки после 1 сентября 1945 года, если таковые наличествовали, однако их объём указан как «незначительный»
19. ↑  Причины выбора M7 вместо канадских же САУ «Секстон», считавшихся стандартным аналогом M7 в войсках стран Британского содружества и к тому времени уже несколько месяцев производившихся серийно, в источнике не уточняются, за исключением упоминания о более гибко регулируемом заряде 105-мм гаубицы
20. 1 2  Тип САУ — M7 или M37 — не указан
21. ↑  Уступая лишь 14 292 экземплярам советских лёгких САУ непосредственной поддержки СУ-76 и 9240 германским штурмовым орудиям StuG.III
22. ↑  За единственным исключением САУ M8
23. ↑  Такими как выпущенная малой серией САУ «Бишоп»
24. ↑  И, соответственно, заряжающих
25. ↑  По массе, по национальной классификации — среднего танка
26. 1 2  По сочетанию своих боевых свойств более близка к классу штурмовых орудий, но с определёнными ограничениями была способна выполнять и роль самоходной гаубицы
27. ↑  105 снарядов и 112 зарядов
28. ↑  Дальность рассчитана на основе максимальной дальности полевого орудия, с учётом ограничения по углу возвышения
29. ↑  Указана приведённая толщина брони
30. 1 2  С незначительными углами наклона

### Публикации по истории создания М7
- М. Б. Барятинский. Бронетанковая техника США 1939—1945 гг. — Москва: Моделист-конструктор, 2009. — 32 с. — (Бронеколлекция № 1 (82) / 2009). — 1500 экз.
- P. Chamberlain, C. Ellis. British and American Tanks of World War Two. The complete illustrated history of British, American and Commonwealth tanks 1939—1945. — 2000 ed. — London: Cassell, 1969. — 222 p. — ISBN 0-30435-529-1.
- R. J. Icks. Hellcat, Long Tom and Priest. Complete Check List of All U.S. World War II Self-Propelled Weapons. — Windsor: Profile Publications, 1972. — 24 p. — (AFV/Weapon Series № 26).
- G. Forty. World War Two Armoured Fighting Vehicles & Self-Propelled Artillery. — London: Osprey Publishing, 1996. — 206 p. — (Osprey Automotive). — ISBN 1-85532-582-9.
- R. P. Hunnicutt. Sherman: A History of the American Medium Tank. — 1st ed. — Novato, CA: Presidio Press, 1976. — 576 p. — ISBN 0-89141-080-5.
- J. Mesko. U.S. Self-Propelled Guns in Action. — Carrollton, TX: Squadron/Signal Publications, 1999. — 50 p. — (Armor Series № 38 (2038)). — ISBN 0-89747-403-1.
- L. Ness. Jane’s World War II Tanks and Fighting Vehicles: The Complete Guide. — London: Jane’s Information Group / Harper Collins Publishers, 2002. — 237 p. — ISBN 0-00711-228-9.
- J. Sutherland. World War II Tanks and AFVs. — Shrewsbury: Airlife Publishing, 2002. — 112 p. — ISBN 1-84037-381-4.
- War Department. TM 9-731E. Carriage, Motor, 105-mm Howitzer, M7. — Washington, DC: War Department, 1944. — 374 p. — (War Department Technical Manual).
- S. J. Zaloga. M3 Lee/Grant Medium Tank 1941—45. — Oxford: Osprey Publishing, 2005. — 48 p. — (New Vanguard № 113). — ISBN 1-84176-889-8.
- S. J. Zaloga. US Armored Artillery in World War II. — Tsuen Wan: Concord Publications, 2002. — 72 p. — (Armor at War Series № 44 (7044)). — ISBN 9-62361-688-0.
- S. J. Zaloga. US Field Artillery of World War II. — Oxford: Osprey Publishing, 2007. — 48 p. — (New Vanguard № 131). — ISBN 978-1-84603-061-1.

### Публикации по истории службы М7

#### Книги
- The Military Balance 2010 / International Institute for Strategic Studies. — Abingdon: Routledge, 2010. — 492 p. — ISBN 978-1857435573.
- J. B. A. Bailey. Field Artillery and Firepower. — Annapolis, MD: Naval Institute Press, 2004. — 584 p. — ISBN 1-59114-029-3.
- P. Blume. Panzerhaubitzen Der Bundeswehr. M7-M52-M44-M55-M109. — Erlangen: Tankograd Publishing, 2010. — 72 p. — (Militärfahrzeug Special № 26 (5026)).
- D. W. Boose. US Army Forces in the Korean War 1950—53. — Oxford: Osprey Publishing, 2005. — 96 p. — (Battle Orders № 11). — ISBN 1-84176-621-6.
- W. R. Buster. Time on Target. World War II Memoirs of W. R. Buster / ed. J. S. Suchanek, W. J. Marchall. — Frankfort, KY: Kentucky Historical Society, 1999. — 176 p. — ISBN 0-91696-826-X.
- D. Crow. US Armor — Cavalry. A Short History 1917—1967. — Windsor: Profile Publications, 1973. — 64 p. — ISBN 0-85383-084-3.
- W. M. Donnelly. Under Army Orders: The Army National Guard during the Korean War. — College Station, TX: TAMU Press, 2001. — 320 p. — (Williams-Ford Texas A&M University Military History Series). — ISBN 1-58544-117-1.
- K. Ford. D-Day 1944 (3). Sword Beach & the British Airborne landings. — Oxford: Osprey Publishing, 2002. — 96 p. — (Campaign 105). — ISBN 1-84176-366-7.
- C. F. Foss. Jane's World Armoured Fighting Vehicles. — London: MacDonald & Jane's Publishers, 1976. — P. 384. — 438 p. — ISBN 0-35401-022-0.
- O. E. Gilbert. Marine Tank Battles in the Pacific. — Cambridge, MA: Da Capo Press, 2001. — 356 p. — ISBN 1-58097-050-8.
- M. Green, G. Green. Weapons of Patton's Armies. — Osceola, WI: Zenith Press, 2000. — 160 p. — ISBN 0-76030-821-7.
- B. I. Gudmundsson. On Armor. — Westport, CT: Praeger Publishers, 2004. — 248 p. — (The Military Profession). — ISBN 0-27595-019-0.
- J. Laffin. The Israeli Army in the Middle East Wars 1948—73. — London: Osprey Publishing, 1982. — 48 p. — (Men-at-Arms № 127). — ISBN 0-85045-450-6.
- J. E. McKenney. Organizational History of Field Artillery, 1775—2003. — Washington, DC: U.S. Government Printing Office, 2007. — 412 p. — (Army Lineage Series). — ISBN 978-0-16077-114-9.
- G. L. Rottman. US Marine Corps 1941—1945. — Oxford: Osprey Publishing, 1995. — 64 p. — (Elite № 59). — ISBN 1-85532-497-0.
- G. L. Rottman. US Marine Corps Pacific Theater of Operations 1944—45. — Oxford: Osprey Publishing, 2004. — 96 p. — (Battle Orders № 8). — ISBN 1-84176-659-3.
- J. Sayen. US Army Infantry Divisions 1944—45. — Oxford: Osprey Publishing, 2007. — 96 p. — (Battle Orders № 24). — ISBN 978-1-84603-119-9.
- Illustrated Encyclopedia of World War II / P. Young. — Marshall Cavendish, 1981. — 2732 p. — ISBN 0-85685-948-6.
- S. J. Zaloga. Anzio 1944. The beleaguered beachhead. — Oxford: Osprey Publishing, 2005. — 96 p. — (Campaign 155). — ISBN 1-84176-913-4.
- S. J. Zaloga. Battle of the Ardennes 1944 (1) St Vith and the Northern Shoulder. — Oxford: Osprey Publishing, 2003. — 96 p. — (Campaign 115). — ISBN 1-84176-560-0.
- S. J. Zaloga. D-Day 1944 (1) Omaha Beach. — Oxford: Osprey Publishing, 2003. — 96 p. — (Campaign 100). — ISBN 1-84176-367-5.
- S. J. Zaloga. Israeli Tanks and Combat Vehicles. — London: Arms and Armour Press, 1983. — 64 p. — (Tanks Illustrated № 3). — ISBN 0-85368-580-0.
- S. J. Zaloga, J. W. Loop. Modern American Armour. Combat Vehicles of the United States Army Today. — London: Arms and Armour Press, 1982. — 88 p. — ISBN 0-85368-248-8.
- S. J. Zaloga. US Armored Divisions. The European Theater of Operations, 1944—45. — Oxford: Osprey Publishing, 2004. — 96 p. — (Battle Orders № 3). — ISBN 1-84176-564-3.
- S. J. Zaloga. US Armored Units in the North African and Italian Campaigns 1942—45. — Oxford: Osprey Publishing, 2006. — 96 p. — (Battle Orders № 21). — ISBN 1-84176-966-5.
- M. Zuehlke. Juno Beach. Canada's D-Day Victory: June 6, 1944. — 2005 US. — Vancouver: Douglas & McIntyre, 2004. — 352 p. — ISBN 1-55365-091-3.

#### Статьи в военных и военно-исторических журналах и сборниках
- D. G. Dwyre. The Field Artillery Puts on Armor (англ.) // The Field Artillery Journal. — Washington, DC: The United States Field Artillery Association, 1943. — No. 12. — P. 38—41.
- Y. Ohtsuka, S. Eble. M25/M26 Dragon Wagon (англ.) // Allied-Axis. — Delray Beach, FL: Ampersand Publishing, 2001. — Iss. 3. — P. 27—82.
- E. A. Raymond. Under Fire (англ.) // The Field Artillery Journal. — Washington, DC: The United States Field Artillery Association, 1943. — No. 12. — P. 12—13.
- E. A. Raymond. As Skirmishers (англ.) // The Field Artillery Journal. — Washington, DC: The United States Field Artillery Association, 1944. — No. 8. — P. 12—15.
- I. B. Washburn. Armored FA Across France (англ.) // The Field Artillery Journal. — Washington, DC: The United States Field Artillery Association, 1945. — No. 4. — P. 13—14.
- R. Williams. Camouflage for Armored Artillery (англ.) // The Field Artillery Journal. — Washington, DC: The United States Field Artillery Association, 1944. — No. 12. — P. 57—58.
- E. J. Whitaker. On to Berlin (англ.) // The Field Artillery Journal. — Washington, DC: The United States Field Artillery Association, 1944. — No. 11. — P. 49—50.
- J. Yonos. Artillery in the Sinai (англ.) // AFV-G2. — La Puente, CA: Baron Publishing Company, 1972. — Iss. The Best Articles and Illustrations from Volume I. — P. 26.

### Прочие публикации

#### Книги
- М. Б. Барятинский. Бронетанковая техника Великобритании 1939—1945. — Москва: Моделист-конструктор, 1996. — 32 с. — (Бронеколлекция № 4 (7) / 1996). — 5000 экз.
- М. Б. Барятинский. Бронетанковая техника Третьего рейха. — Москва: Моделист-конструктор, 2002. — 96 с. — (Бронеколлекция спецвыпуск № 1 / 2002). — 3000 экз.
- М. Б. Барятинский. Средний танк «Шерман». Вместе и против Т-34. — Москва: Яуза, Коллекция, Эксмо, 2006. — 96 с. — (Арсенал коллекция). — 4000 экз. — ISBN 5-69918-331-0.
- И. Мощанский. Бронетанковая техника Великобритании 1939—1945 (часть II). — Москва: Моделист-конструктор, 1999. — 32 с. — (Бронеколлекция № 2 (23) / 1999). — 3000 экз.
- Солянкин А. Г., Павлов М. В., Павлов И. В., Желтов И. Г. Отечественные бронированные машины. XX век. 1941–1945. — М.: «Экспринт», 2005. — Т. 2. — 448 с. — 2000 экз. — ISBN 5-94038-074-3.
- С. Л. Федосеев. Бронетехника Японии 1939—1945. — Москва: Техника — молодёжи, 2003. — 88 с. — (Библиотека журнала «Техника — молодёжи»). — 1000 экз.
- Широкорад А. Б. Бог войны Третьего рейха. — М.: АСТ, 2003. — 576 с. — (Военно-историческая библиотека). — 5100 экз. — ISBN 5-17015-302-3.

Широкорад А. Б. Энциклопедия отечественной артиллерии / Под общ. ред. А. Е. Тараса. — Минск: «Харвест», 2000. — 1156 с. — (Библиотека военной истории). — ISBN 9-85433-703-0.
- P. Chamberlain, H. L. Doyle. Encyclopedia of German Tanks of World War Two. A complete illustrated history of German battle tanks, armoured cars, self-propelled guns and semi-tracked vehicles, 1933—1945 / T. L. Jentz. — London: Arms and Armour Press, 1978. — P. 39. — 272 p. — ISBN 0-85368-202-X.
- P. Chamberlain, T. Gander. Light and Medium Field Artillery. — London: MacDonald & Jane's, 1975. — 64 p. — (World War II Fact Files). — ISBN 0-35608-216-4.
- C. Ellis, P. Chamberlain. Ram and Sexton. — Windsor: Profile Publications, 1970. — 22 p. — (AFV/Weapon Series № 13).
- C. F. Foss. Artillery of the World. — Shepperton, Surrey: Ian Allan Publishing, 1974. — 192 p. — ISBN 0-71100-505-2.
- G. Forty. US Army Handbook 1939—1945. — 1998 ed. — Stroud: Sutton Publishing, 1995. — 228 p. — ISBN 0-75092-050-5.
- I. V. Hogg. Allied Artillery of World War Two. — 2001 ed. — Ramsbury: The Crowood Press, 1998. — 206 p. — ISBN 1-86126-165-9.
- R. P. Hunnicutt. Sheridan: A History of the American Light Tank Volume II. — 1st ed. — Novato, CA: Presidio Press, 1995. — 240 p. — ISBN 0-89141-570-X.
- R. P. Hunnicutt. Stuart: A History of the American Light Tank Volume I. — 1st ed. — Novato, CA: Presidio Press, 1992. — 512 p. — ISBN 0-89141-462-2.
- War Department. War Department Technical Manual TM 9-1901. Artillery Ammunition. — Washington, D.C.: Publications Department, Raritan Arsenal, 1944. — 388 p.
- S. J. Zaloga. M109 Self-Propelled Howitzer 1960—2005. — London: Osprey Publishing, 2005. — 48 p. — (New Vanguard № 86). — ISBN 1-84176-631-3.
- TM 43-0001-28. Army Ammunition Data Sheets for Artillery Ammunition Guns, Howitzers, Mortars, Recoilless Rifles, Grenade Launchers and Artillery Fuzes (FSC 1310, 1315, 1320, 1390): Headquarters, Department of the Army. — Washington, D.C.: United States Government Printing Office, 1990. — 657 p.

#### Статьи в военных и военно-исторических журналах и сборниках
- В. Чобиток. Ходовая часть танков. Подвеска // Техника и вооружение: вчера, сегодня, завтра. — 2005. — № 11. — С. 31—35.
- O. W. Martin. Armored Artillery at Sened Station (англ.) // The Field Artillery Journal. — Washington, DC: The United States Field Artillery Association, 1943. — No. 8. — P. 10—13.
- Ammunition Loading Charts (англ.) // The Field Artillery Journal. — Washington, DC: The United States Field Artillery Association, 1944. — No. 4. — P. 17—18.